# Jeu de rôle grandeur nature
Ne doit pas être confondu avec d'autres formes de jeu de rôle ou l'actual play.
Pour les articles homonymes, voir Jeu de rôle (homonymie) et Grandeur nature.

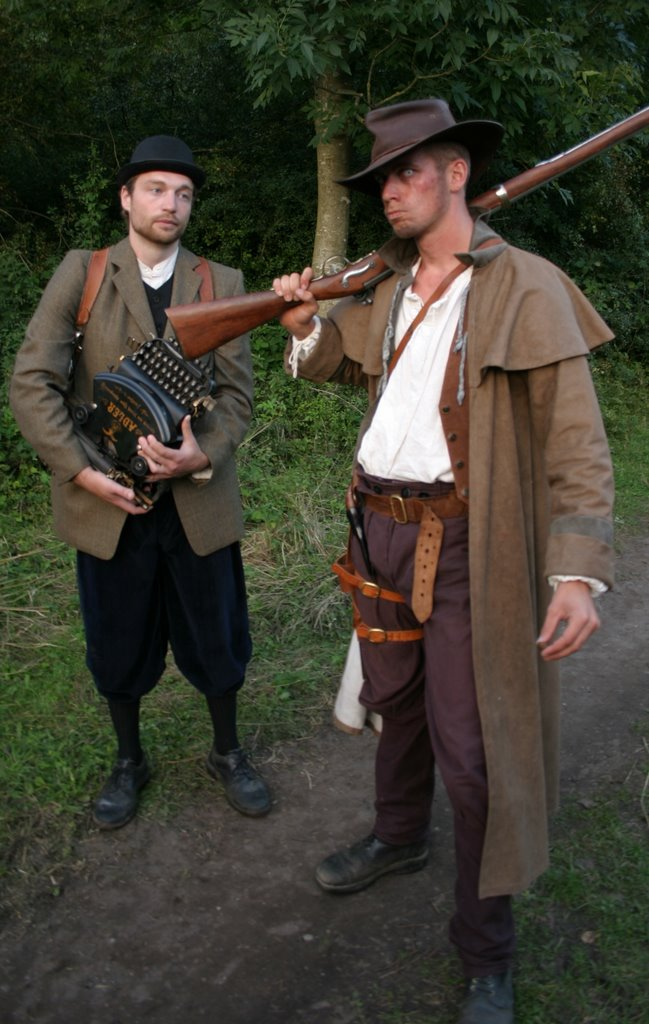
Deux joueurs costumés, interprétant des personnages d'écrivain et chasseur, dans le grandeur nature danois Agerbørn (2007).

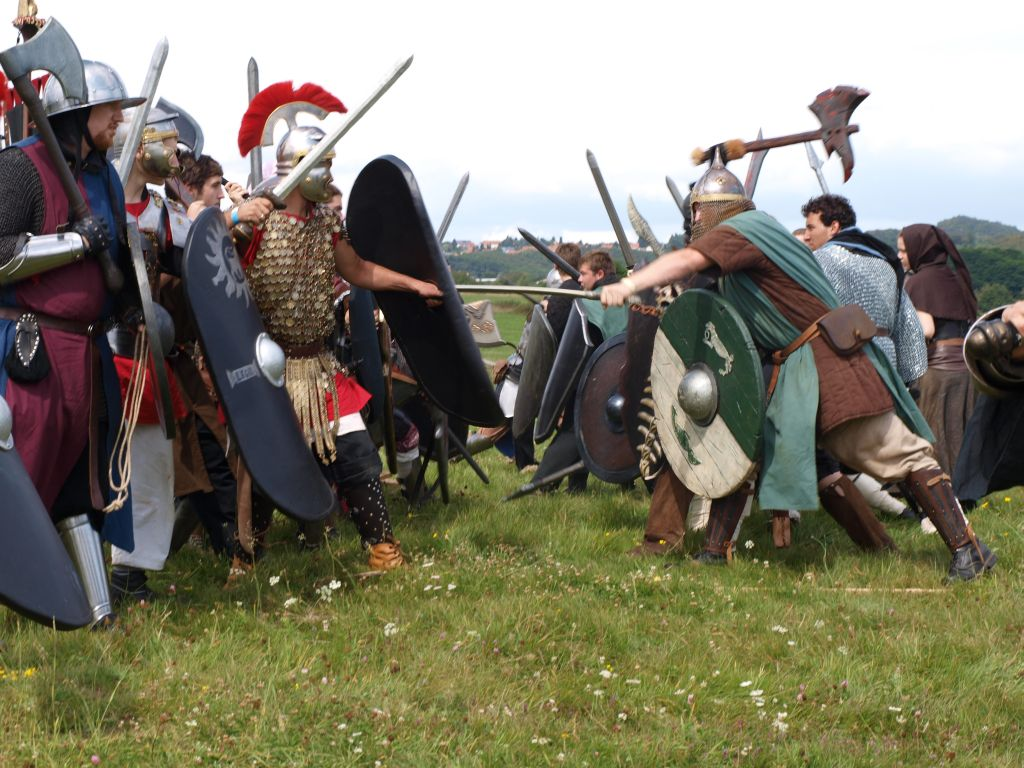
Action de bataille, dans le jeu Epic Empire.

Le jeu de rôle grandeur nature ou simplement grandeur nature (abrégé GN) est une forme de jeu de rôle pratiqué typiquement dans un but ludique ou expérimental, dans laquelle les joueurs incarnent physiquement un personnage dans un univers fictif ou inspiré du réel. Les joueurs interprètent leur personnage par des interactions et des actions physiques, dans une histoire scénarisée et d'après des règles de jeu et l'arbitrage d'organisateurs.
Les premiers jeux de rôle grandeur nature ont été organisés à la fin des années 1970, inspirés notamment par des jeux de rôle sur table, les murder party, du début du siècle, et des œuvres de fiction. Cette activité s'est propagée à travers le monde durant les années 1980, et elle s'est diversifiée par une grande variété de styles de jeu. Les univers fictifs de jeu incluent des univers réalistes modernes ou historiques, et des univers futuristes ou fantastiques.

## Terminologie
Cette activité est désignée globalement par « jeu de rôle grandeur nature » (parfois « jeu de rôles grandeur nature) ou « grandeur nature » ou simplement l'acronyme « GN », pour la distinguer notamment du jeu de rôle « sur table ». D'autres désignations moins communes existent, telles que « jeu de rôle semi-réel » ou simplement « semi-réel » ou bien « jeu de rôle en live »  qui fait référence aux désignations en anglais : live action role-playing game (LARP) ou live role-playing game (LRP),.
D'autres termes désignent plus spécifiquement certains styles de jeu de rôle grandeur nature : 
- Un « huis clos » est un grandeur nature limité dans l'espace et le temps[2]. Une partie typique de huis clos est un jeu de style théâtral, avec moins de 30 joueurs circonscrits dans un appartement ou une maison durant une soirée.
- Avec un scénario basé sur une énigme policière, le jeu sera fréquemment désigné comme  « murder party » ou « soirée enquête ». Par abus de langage, murder party et soirée enquête tendent à désigner des huis clos[3].
- Un « jeu des assassins » ou un « killer » désigne un grandeur nature basé sur la simulation d'assassinats par les joueurs. Les joueurs assignés au rôle d'assassin doivent enquêter pour découvrir l'identité de leurs cibles avec quelques indices, leurs habitudes et tenter de les tuer fictivement. Celles-ci doivent déjouer les tentatives et survivre, souvent pour remplir leurs propres missions d'assassinat[4].
- Le Mass-LARP ou GN de masse va désigner un GN dont l'intention est de rassembler des centaines voire des milliers de joueurs en un lieu.
- Le GN nordique[5] va désigner des GN expérimentaux voire artistiques souvent joués en petit comité.

Le vocabulaire du GN reprend celui du jeu de rôle sur table. Par exemple, la notion d'interprétation de rôle est généralement désignée en français par « roleplay » (d'après l'anglais), la description du monde diégétique ou de l'histoire des personnages souvent désignée par « background ».

## Définition et description

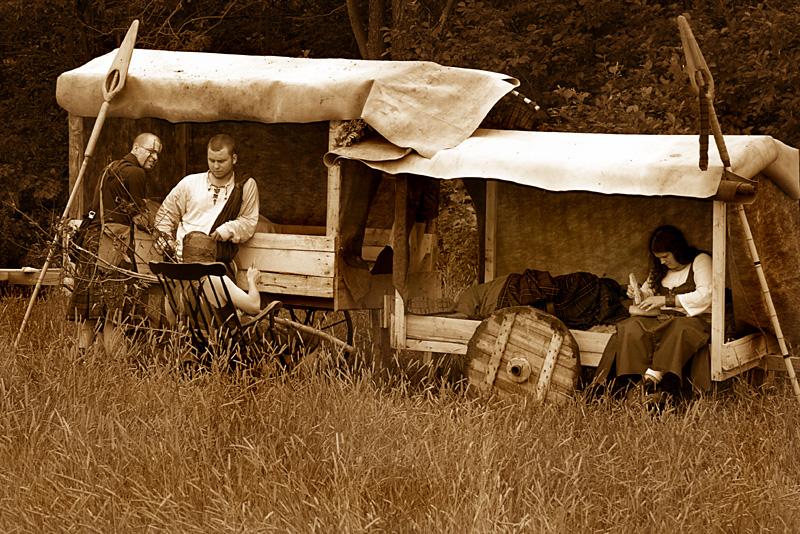
Scène de campement des Terres de Bélénos. Le GN est la construction d'un monde imaginaire dans un environnement physique.

La définition du jeu de rôle grandeur nature est difficile, en raison des variétés de jeux et pratiques que ce terme englobe. Les auteurs J. Falk et G. Davenport proposent la définition suivante : 

« Un jeu de rôle grandeur nature est une forme de jeu théâtral et narratif qui se déroule dans un environnement physique. C'est un système de narration dans lequel les joueurs assument des rôles de personnages qu'ils incarnent en personne, à travers des actions et interactions. L'univers de jeu est un environnement accepté, situé à la fois dans l'espace et le temps, et régi par un ensemble de règles — dont certaines doivent être formelles et quantifiables. »

Une description du grandeur nature peut être ébauchée d'après ses éléments fondamentaux.

### Activité ludique

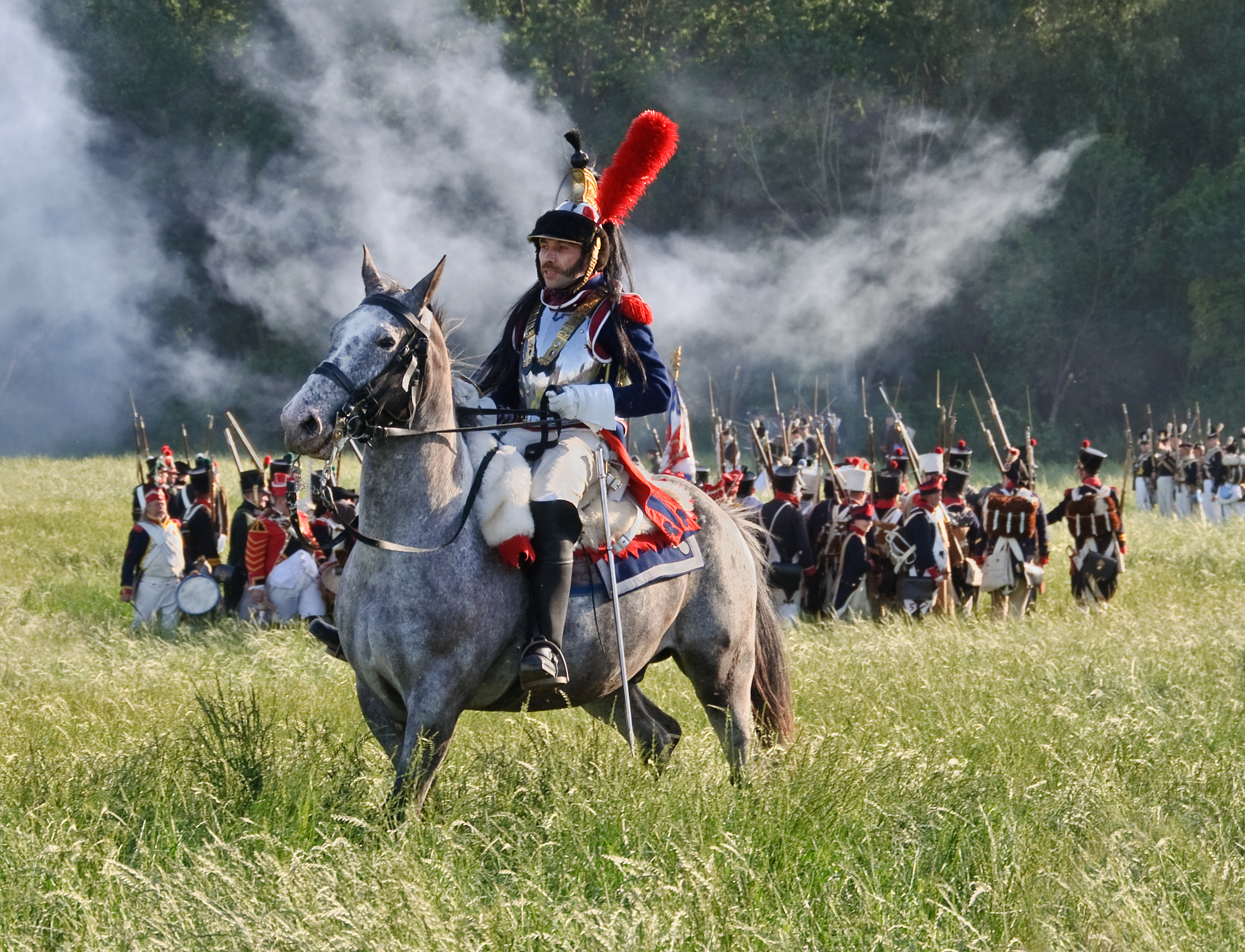
Scène de reconstitution historique de la bataille de Waterloo. Le GN se distingue de la reconstitution parce qu'il ne constitue pas un spectacle destiné à un public passif.

Le jeu de rôle grandeur nature se définit communément comme une activité ludique (jeu) ou un divertissement, majoritairement d'adultes. Il se distingue ainsi des jeux de rôle à buts thérapeutiques et des techniques d'interprétation à buts pédagogiques. De même il se distingue par cet aspect, de l'interprétation à buts artistiques (expression théâtrale, théâtre d'improvisation, performance artistique...) et des réalisations du spectacle offertes à un public passif et réceptif (arts de rue, reconstitution historique...),.
À propos des motifs et intérêts de participation, Falk et Davenport estiment pertinent de se référer aux nombreuses études sociologiques à propos du jeu sur table. Celles-ci suggèrent que l'intérêt des joueurs varie de l'évasion, l'exploration sure des comportements antisociaux (violence) jusqu'au simple besoin d'amusement (fun). Bartholeyns et Bonvoisin révèlent le plaisir prépondérant d'une activité d'ordre social et collectif.
« Le jeu de rôles grandeur nature tel que le promeut la Fédération est une activité ludique et de fiction qui se présente comme un divertissement (...) Si certains en font pour le plaisir d'interpréter un rôle, d'autres sont d'abord sensibles à ses dimensions sportive, culturelle, créative, sociale, etc ».
— Présentation par la Fédération belge du jeu de rôles grandeur nature
« Excepté quelques initiatives, en particulier dans les pays scandinaves, les praticiens tiennent rarement un discours « culturel » sur le Grandeur Nature, et plus rarement encore en faveur de son artification. » Bartholeyns et Bonvoisin 2010
Cette restriction à une activité ludique est néanmoins remise en cause par un mouvement d'avant-garde (GN nordique) qui revendique une reconnaissance du GN comme forme d'art. Ainsi Lars Wingård and Eirik Fatland (Dogma 99) définissent le grandeur nature comme une « forme et méthode d'expression individuelle et collective », assimilant le grandeur nature à la performance artistique et autorisant l'expression ouvertement politique, sociale, pédagogique ou philosophique,.
De même le grandeur nature sert parfois de « base pédagogique » pour des animations auprès des enfants et du jeune public. Dans ce cas, l'aspect ludique n'est plus la fin en soi,.
Les études sur le jeu de rôle grandeur nature omettent l'existence des jeux de rôle sexuels et les études spécifiques sont très rares. Pour Harviainen, certains jeux de rôle sexuels, comportant des règles et interprétés physiquement (à l'exemple du jeu de domination et soumission) sont du grandeur nature mis en œuvre dans un cadre social différent. Bien que ces jeux soient orientés vers le plaisir sexuel, la distinction de buts ne serait pas pertinente par rapport aux GN traditionnels orientés vers le plaisir des joueurs (fun). Pour Harviainen, certains jeux de rôles sexuels comportent des règles conventionnelles (stop words) et sont interprétés physiquement. Bien que ces jeux soient orientés vers le plaisir sexuel, la distinction de buts/fonction n'est pas différente par rapport aux GN orientés vers le plaisir (fun),.

### Interprétation, narration, réalité fictive

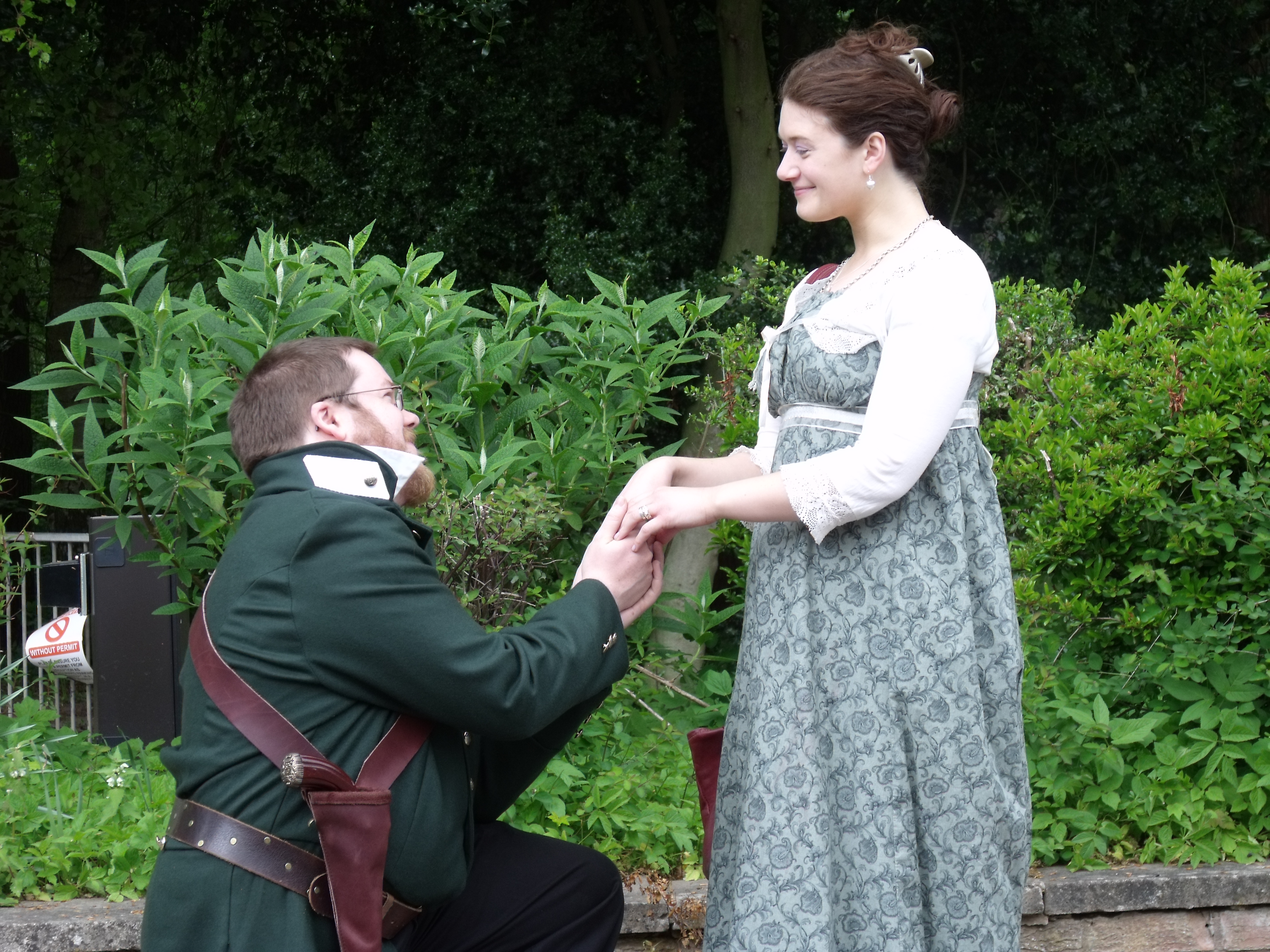
Scène de demande en mariage, dans Masquerades & Massacres. Les actions et dialogues sont improvisés par les joueurs, en fonction d'émotions et pensées qui seraient vraisemblables pour les personnages.

Le jeu de rôle se définit par l'interprétation du rôle (roleplay en anglais). Chaque joueur interprète un personnage de fiction (parfois plusieurs) et contrôle entièrement les actions de celui-ci. Cette interprétation est improvisée et basée sur les logiques du personnage sans considération pour un public de spectateurs.
« Barbara est une professionnelle avec un sang-froid remarquable. On ne la fera pas craquer facilement. Elle joue à merveille son rôle d'intendante et est aux petits soins pour sa délégation et pour son jeune champion. Elle n'hésite pas non plus à envoyer des piques à Lisenko le responsable de la délégation soviétique en maniant à merveille l'ironie. Elle fait cependant tout pour apparaître comme une femme inoffensive (...) »
— Extrait de description d'un personnage du jeu Le Match du Siècle
Le jeu de rôle prend place dans une réalité fictive, définie et communiquée aux joueurs avant le début de la partie. L'un des principaux objectifs du grandeur nature est la construction ou théâtralisation d'un monde imaginaire. Cet univers de fiction est préparé par les organisateurs avec le scénario (voir infra).
« A bord de ces bateaux, la pire racaille des caraïbes, montée les uns contre les autres. Après de nombreux combats et une violente tempête, les survivants échouent sur l'île du Diable, où se trouve le trésor. Seulement voilà, l'homme que se disputait chaque équipage, le seul homme qui connaissait l'emplacement des cent coffres est retrouvé mort. »
— Présentation du jeu Un Pirate ne meurt jamais

### Actions et environnement physiques

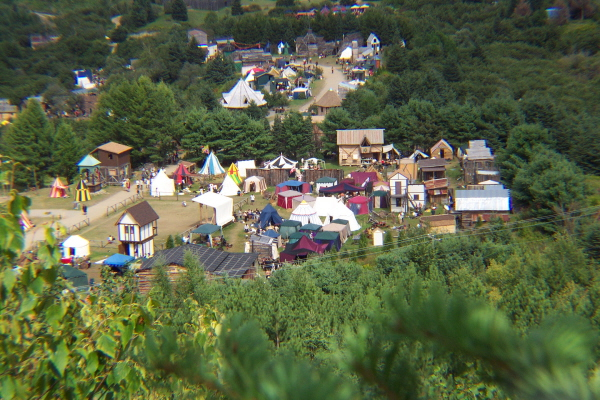
Des bâtiments du Duché de Bicolline en 2006. Un terrain de 140 hectares où les organisateurs et joueurs ont construit des bâtiments de style médiéval-fantastique, utilisés lors d'évènements grandeur nature.

Le jeu de rôle grandeur nature se définit par une interprétation des rôles réalisée par les actions physiques des joueurs dans un environnement physique. Par exemple, pour interpréter le déplacement de son personnage vers un autre endroit, le joueur marche vers un autre emplacement. L'espace de jeu peut être délimité par une seule salle ou bien s'étendre sur un vaste étendue extérieure. Les joueurs et les organisateurs peuvent recourir à des costumes ou déguisements, du maquillage, des décors, des accessoires et des effets spéciaux (pyrotechnie, son et lumière). Par cet aspect physique, le grandeur nature se distingue ainsi des autres jeux de rôle ludiques, tels que les jeux de rôle joués autour d'une table ou sur Internet, les jeux vidéo joués sur un ordinateur ou une console.

### Règles du jeu et arbitrage

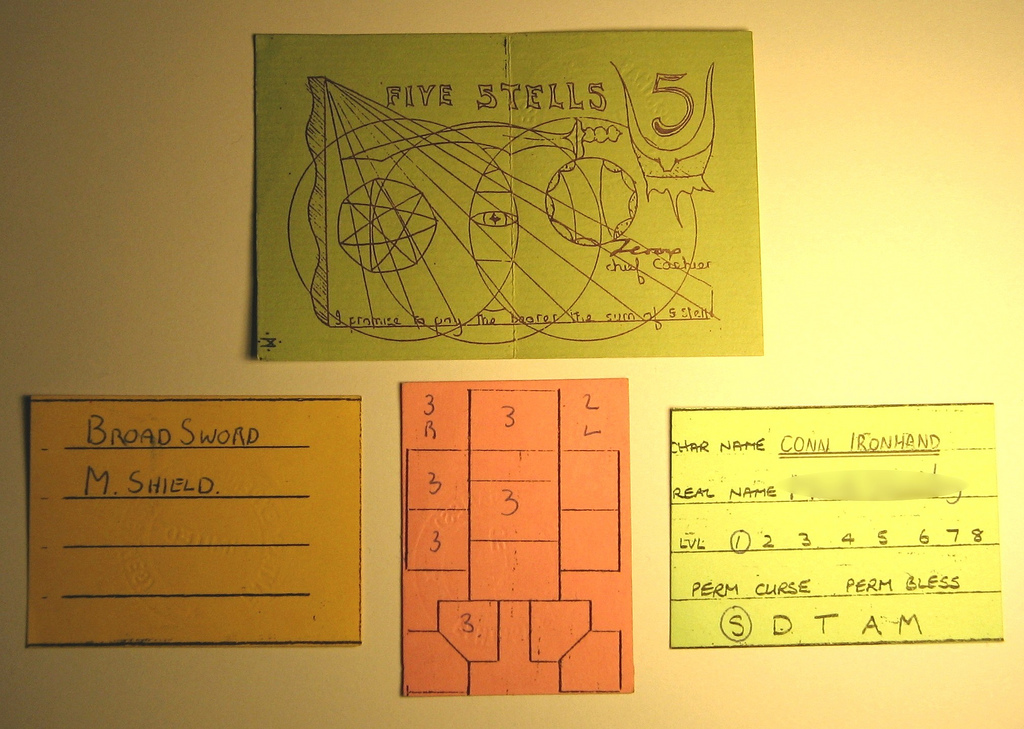
Cartes utilisées dans le jeu Treasure Trap (1982), mentionnant l'équipement autorisé et les caractéristiques du personnage.

Le jeu de rôle grandeur nature se définit par ses règles de jeu, et à de très rares exceptions, par la présence d'un ou plusieurs arbitres (game master). L'utilisation des règles est presque toujours guidée ou arbitrée par des organisateurs (qui ne sont pas forcément les auteurs du jeu). Quelques grandeur nature ne semblent pas utiliser de règles formelles ; mais la résolution des actions reste guidée par des principes préétablis (consensus, arbitrage) qui sont acceptés par les joueurs avant le début de la partie (contrat social). Par cet aspect fondamental de règles et arbitrage, le grandeur nature se distingue des jeux de rôle enfantins ou des jeux de rôle sexuels. Harviainen analyse cette différence : « The significant presence of information behaviour during play is one of the essential factors setting LARPs apart from other complex forms of pretence play such as psychodrama, re-enactment or sexual roleplay »,.
Les règles de jeu sont définies dans des publications ou bien créées par les organisateurs. Ces règles peuvent définir les caractéristiques et compétences du personnage, les actions et interactions possibles avec l'univers fictif ou les autres personnages, et ce que le personnage peut faire durant la période séparant des parties (gestion de l'expérience). Parce que les joueurs peuvent être nombreux ou dispersés sur un vaste espace, les organisateurs ne peuvent généralement pas contrôler toutes les actions des personnages : aussi l'application des règles en GN est le plus souvent gérée par les joueurs eux-mêmes, selon un principe d'honnêteté (fair-play) et d'interprétation (roleplay),.
« Les Maréchaux (arbitres), identifiés par des tabars jaune et bleu, représentent l'autorité sur le champ de bataille. Ils sont là pour veiller au bon déroulement du jeu. Il est de votre devoir de compter les coups que vous recevez et non ceux que vous donnez. »
— Règles de Bicolline
Pour la résolution des combats, certains GN utilisent des armes factices telles que des épées en mousse, des pistolets à billes ou des pistolets Nerf, pour déterminer si les personnages réussissent leurs actions. D'autres GN résolvent les combats en utilisant des moyens plus symboliques, par exemple des jets de dés, de tests pierre-feuille-ciseaux ou en comparant les attributs et compétences des personnages. Les règles de combat sont généralement associées à un système d'état de santé (souvent les points de vie), déterminant si le personnage est bien portant, blessé ou mort, et les manières d'interpréter théâtralement ces états.
« Quand le nombre de points de vie d'une région du corps est réduit à zéro, cette région devient inutilisable. dans le cas d'une ou des deux jambes, cela oblige l'adoption de la position à genoux, sans possibilité de se déplacer. Pour la tête ou le tronc, cela signifie la mort du joueur. Un joueur mort doit s'étendre par terre, s'immobiliser et ne plus parler. Il n'est pas permis de feindre la mort. »
— Règles de Bicolline

## Histoire du grandeur nature
Les origines du jeu de rôle grandeur nature sont incertaines, et pour une certaine part, elles dépendent de la définition accordée au jeu de rôle grandeur nature. Au sens de cet article, le grandeur nature n'a pas un unique point d'origine ; il a été inventé indépendamment par des groupes nord-américains, européens, russes ou australiens au début des années 1980. Ces groupes partageaient souvent une expérience du jeu de rôle sur table ou d'univers littéraires de fiction, avec le désir d'expérimenter physiquement de tels contextes.
En plus des jeux de rôle sur table, le grandeur nature a été précédé et peut-être influencé par la Society for Creative Anachronism (1966), les premières murder parties (datant au plus tard du début des années 30), divers jeux d'enfants liés au combat ou à l'interprétation de rôle, les fêtes costumées, les simulations d'interprétation de rôle, la Commedia dell'arte, l'improvisation théâtrale, le psychodrame, les simulations militaires, et les anciennes pratiques de reconstitution historique.

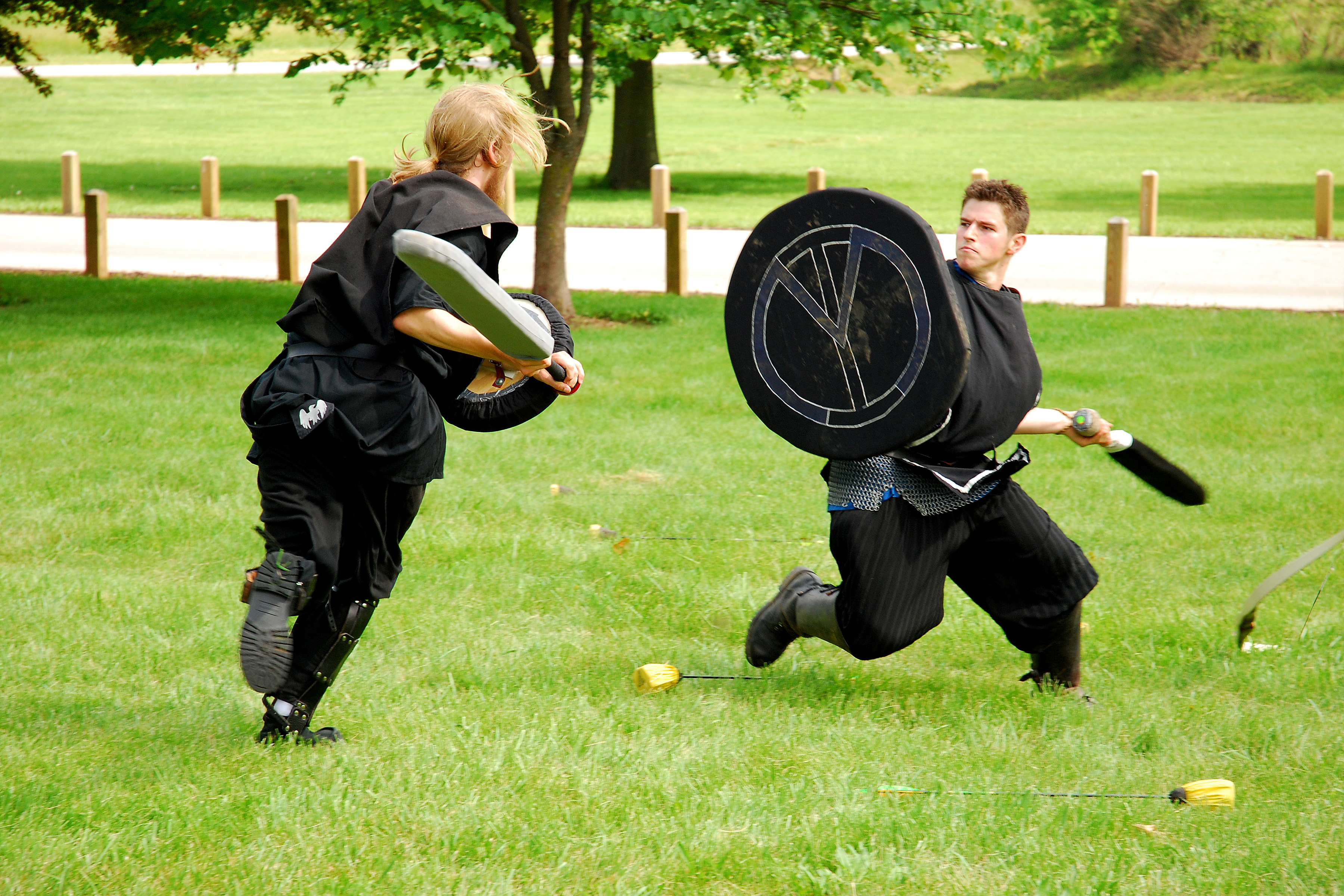
Deux combattants du groupe Dagorhir (fondé en 1977) voué au combat avec des armes en mousse

Le premier groupe de grandeur nature serait peut-être Dagorhir, fondé en 1977 aux États-Unis et se concentrant sur des batailles fantastiques. Peu de temps après la sortie du film Logan's Run (1976), des parties rudimentaires de jeu de rôle grandeur nature étaient organisées aux États-Unis durant des conventions de science-fiction, autour de l'univers du film.
En 1978, le club d'informatique de l'université de Los Angeles (UCLA) organise du Wilderness Tourney dans un parc, décrit comme du « 3D D&D ».
En 1981, la International Gaming Fantasy Society (IFGS) est fondée, avec des règles de jeu inspirées par le jeu sur table Donjons et Dragons. À la même époque (avant 1981) est constituée un club de jeu des assassins au Massachusetts Institute of Technology qui inaugure la diffusion de ce type de GN d'action dans les campus américains.
Le premier grandeur nature au Royaume-Uni est attesté en 1982 avec Treasure Trap (en), qui influença les autres grandeur nature du genre fantasy qui furent joués à cet endroit,. Ces premières pratiques anglo-saxonnes servirent de modèle pour l'émergence du grandeur nature en Europe (en France vers 1984).

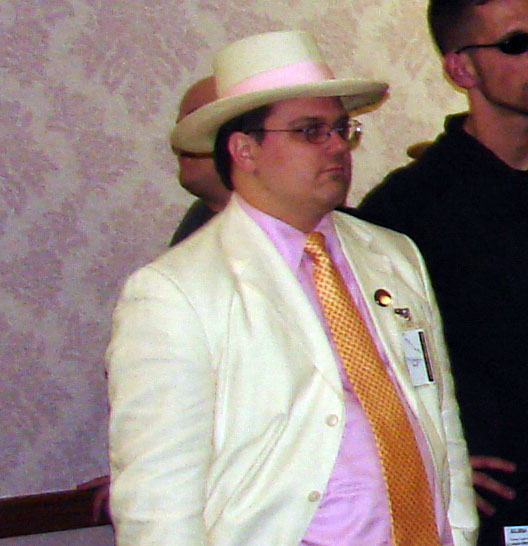
Personnage vampire du Mind's Eye Theatre.

À partir de la fin des années 1980 et durant les années 1990, les pratiques se diversifient, avec la progression de nouveaux genres fictifs (cyberpunk, horreur) et d'un style de jeu moins orienté sur le combat. En 1982, la Society for Literature Interactive, prédécesseur du Live Action Roleplayers Association (LARPA), forma le premier groupe attesté de grandeur nature de style théâtral aux États-Unis. En 1993, l'éditeur américain White Wolf publia Vampire la Mascarade, un jeu de rôle qui sera vite lié à une version GN, le Mind's Eye Theatre (MET), un GN de style théâtral dans un univers gothique contemporain. Ce GN obtint une forte popularité et se répandit à travers le monde, bénéficiant notamment d'une facilité d'organisation par son environnement physique similaire aux lieux réels : durant les années 1990 et 2000, des clubs se constituent dans des centaines de villes d'Amérique du Nord et d'Europe,.
À la fin des années 1990 apparaît dans les pays scandinaves un mouvement et un style de jeu désigné comme « GN nordique » (nordic larp), centré sur des pratiques expérimentales ou radicales (thèmes politiques, sociaux, psychologiques) et le souci d'une reconnaissance du grandeur nature comme une forme d'art. À partir des années 2010, ce style de jeu se diffuse progressivement en Europe et Russie.
Aujourd'hui, le jeu de rôle grandeur nature est une activité répandue, surtout aux États-Unis et en Europe, et concerne au moins 100 000 joueurs dans le monde. De grands événements rassemblent des milliers de participants sont gérés par des sociétés commerciales, divers livres sont publiés et une petite industrie propose des costumes et accessoires de GN à la vente.
Le grandeur nature s'est à ce point popularisé que ces dernières années ont vu se créer les premiers "parcs en immersion", une nouvelle forme de GN totalement grand public. Pas d'attractions ni de manèges, dans ces parcs à thème. Le visiteur est plongé dans un univers grâce à des décors soignés et une pléiade d'habitants, incarnés par des acteurs. Les clients sont invités à interagir avec ces personnages pour résoudre des quêtes. Aux États-Unis, Evermore, accueille le public depuis 2018. En France, c'est en 2021 que le premier parc en immersion, RustiK, ouvre ses portes.

## Styles et formats
Les grandeur nature sont distingués entre eux d'après leurs caractéristiques variées : les thèmes et genres littéraires, la prépondérance du combat ou des interactions sociales, l'utilisation ou l'interdiction d'armes factices, le type de règles, le mode de création des personnages, la durée de la partie, le nombre de joueurs, etc. Il n'existe pas véritablement de modèle de classification globale des grandeur nature, aussi les chapitres ci-dessous ne prétendent être que la description de quelques distinctions communes.

### Genres de la fiction

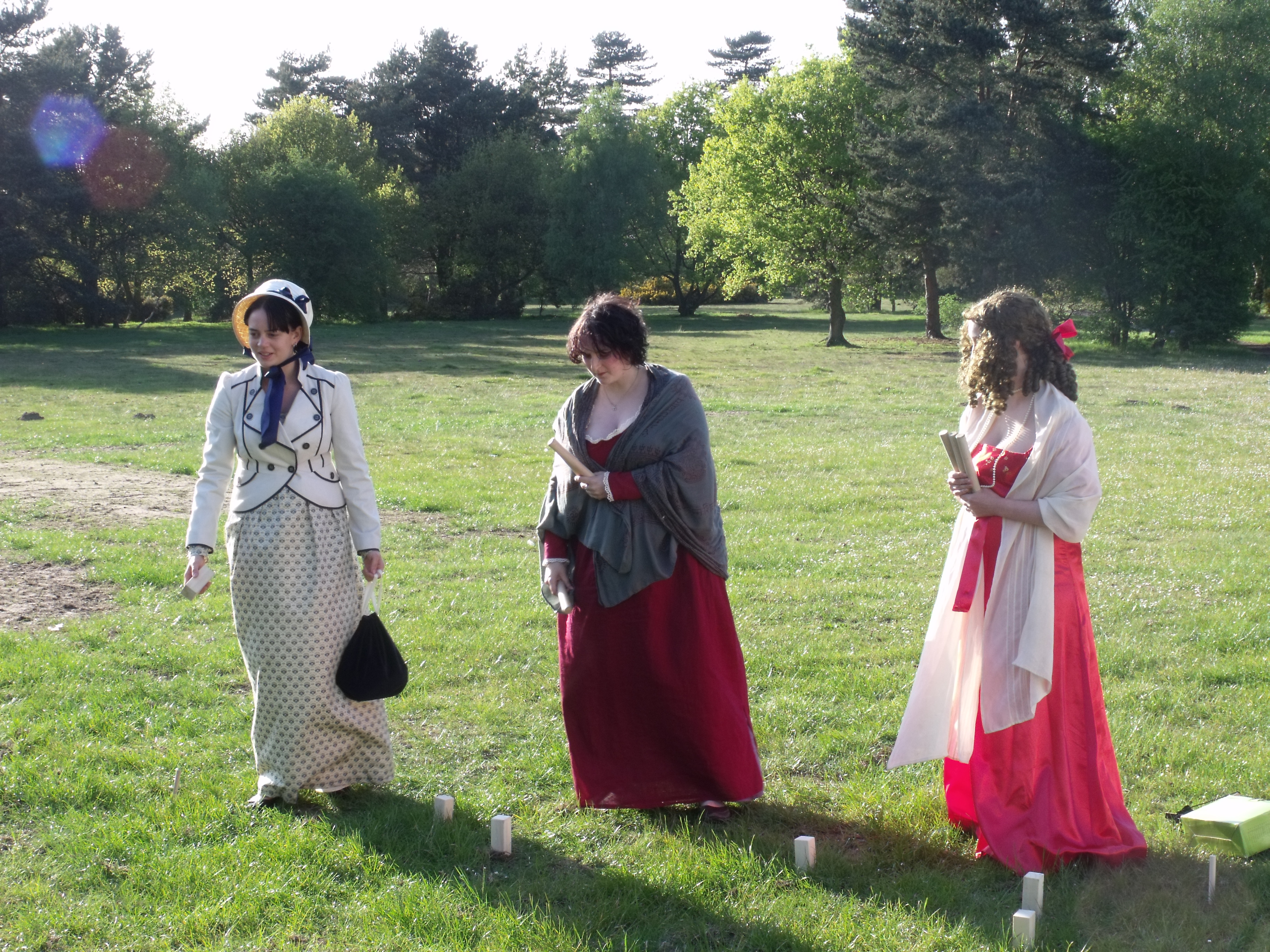
Personnages de Masquerades & Massacres, un univers de XIXe fantastique inspiré par les romans de Jane Austen.

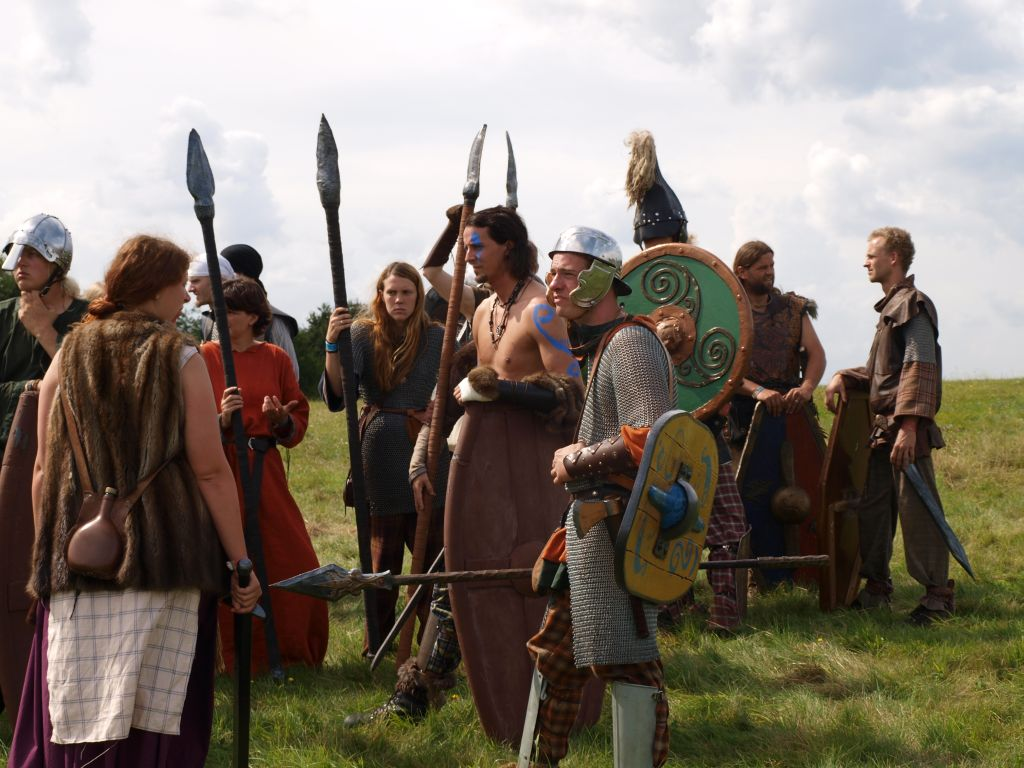
Personnages d'inspiration celte et romaine, du groupe allemand Epic Empire.

Les grandeur nature sont souvent décrits et distingués selon le thème de leur univers de fiction, d'après des genres dérivés des genres littéraires. Certains grandeur nature empruntent leur cadre de jeu à des œuvres littéraires ou cinématographiques (par exemple le roman Le Seigneur des anneaux). D'autres jeux reprennent le cadre contemporain, d'anciennes époques historiques, ou bien un cadre inventé par les organisateurs du jeu.
Les grandeur nature du genre contemporain, reprennent le cadre historique de notre époque. Dans un genre réaliste, ils peuvent explorer des préoccupations de vie quotidienne ou bien des éléments spécifiques tels que les activités militaires ou l'espionnage.
Les grandeur nature peuvent aussi avoir pour un cadre une époque historique passée (Rome antique, Western, Pirates, XIXe siècle) ou bien mélanger un cadre historique avec des éléments mythologiques ou fantastiques (steampunk).
La fantasy est l'un des genres les plus commun du grandeur nature à l'échelle mondiale, et le médiéval-fantastique est le type d'univers des plus grands événements,. Les grandeur nature de fantasy ont pour cadre de jeu des mondes pseudo-historiques inspirés par la littérature fantastique et les jeux de rôle sur table tels que Donjons et Dragons. Dans ces cadres existent la magie, des créatures de fantasy, et une technologie limitée. De nombreux grandeur nature de fantasy se basent sur l'aventure ou sur la rivalité entre les factions des personnages.
En revanche, les grandeur nature de science-fiction se déroulent dans un cadre futuriste, avec une haute technologie et parfois des créatures extraterrestres. Ce cadre est commun à un large éventail de grandeur nature, incluant des thèmes politiques tels que des sociétés utopiques ou bien des univers inspirés par la fiction cyberpunk, le space opera et le post-apocalyptique.
Les grandeur nature d'horreur sont inspirés par le genre de l'horreur. Les sous-genres populaires de ces grandeur nature comprennent les apocalypse de zombies et la mythologie lovecraftienne, en utilisant parfois les règles publiée Cthulhu Live (1997). Le Monde des ténèbres est un cadre d'horreur gothique contemporain très populaire depuis les années 1990, dans lequel les joueurs incarnent habituellement des créatures surnaturelles comme les vampires et loups-garous. Ce cadre utilise généralement les règles Mind's Eye Theatre (1994).

### Style théâtral

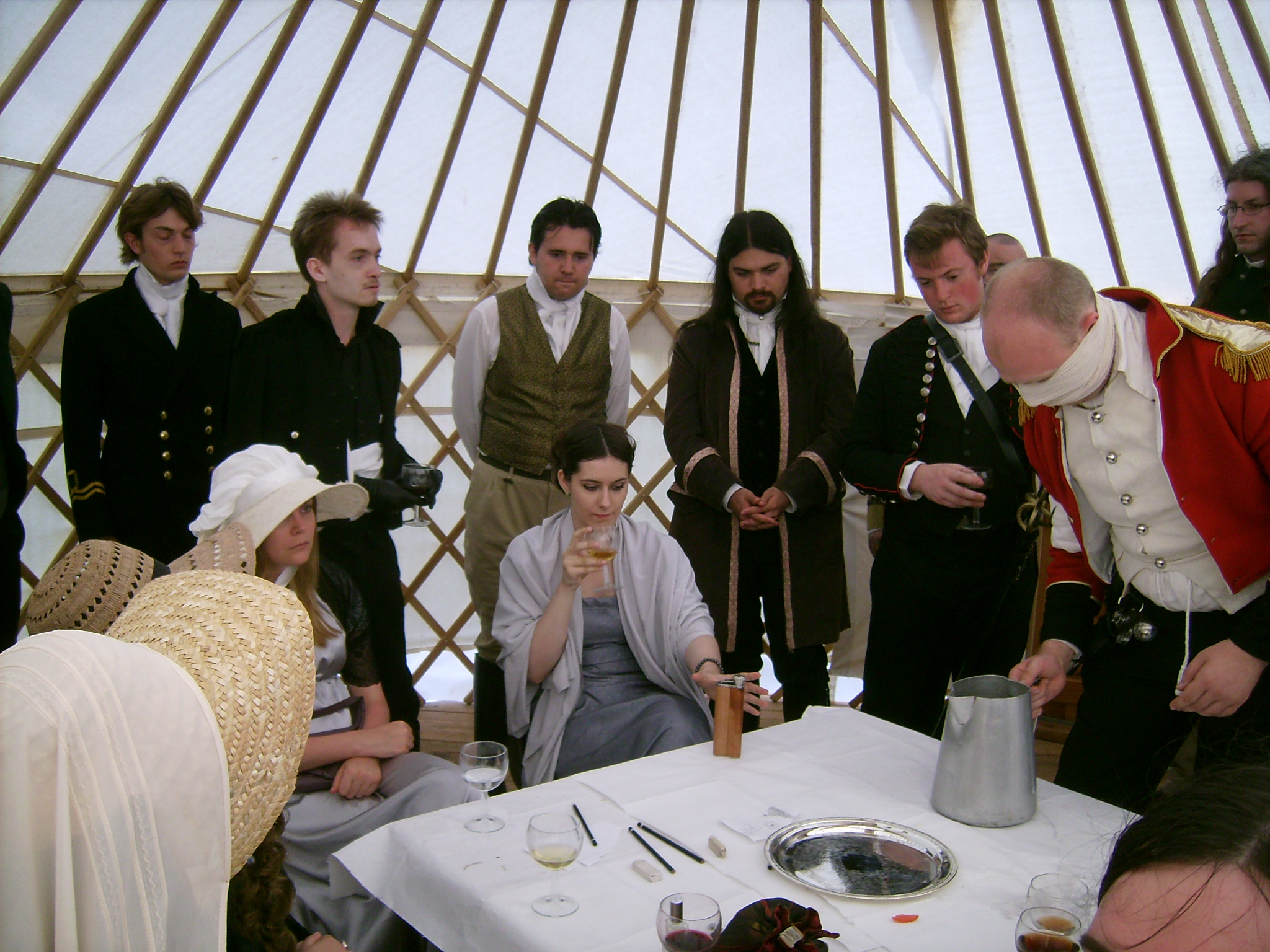
Scène de Masquerades & Massacres.

D'après cette distinction commune aux États-Unis, les grandeur nature de style théâtral s'opposent aux grandeur nature de bataille (ou action). Dans le style théâtral ou « social », l'interaction et les dialogues entre personnages sont l'élément fondamental du jeu : les combats représentent généralement un aspect secondaire du jeu ou bien la possibilité de combats est totalement exclue.
« Durant la majorité de l'évènement (peut-être tout l'évènement), vous ne serez pas actif en combat. Vous serez occupé à parler aux gens, à discuter de politique, en essayant de trouver un partenaire approprié, pour un mariage, des jeux de paris ou simplement vous détendre. »
— Règles de Masquerades and Massacres

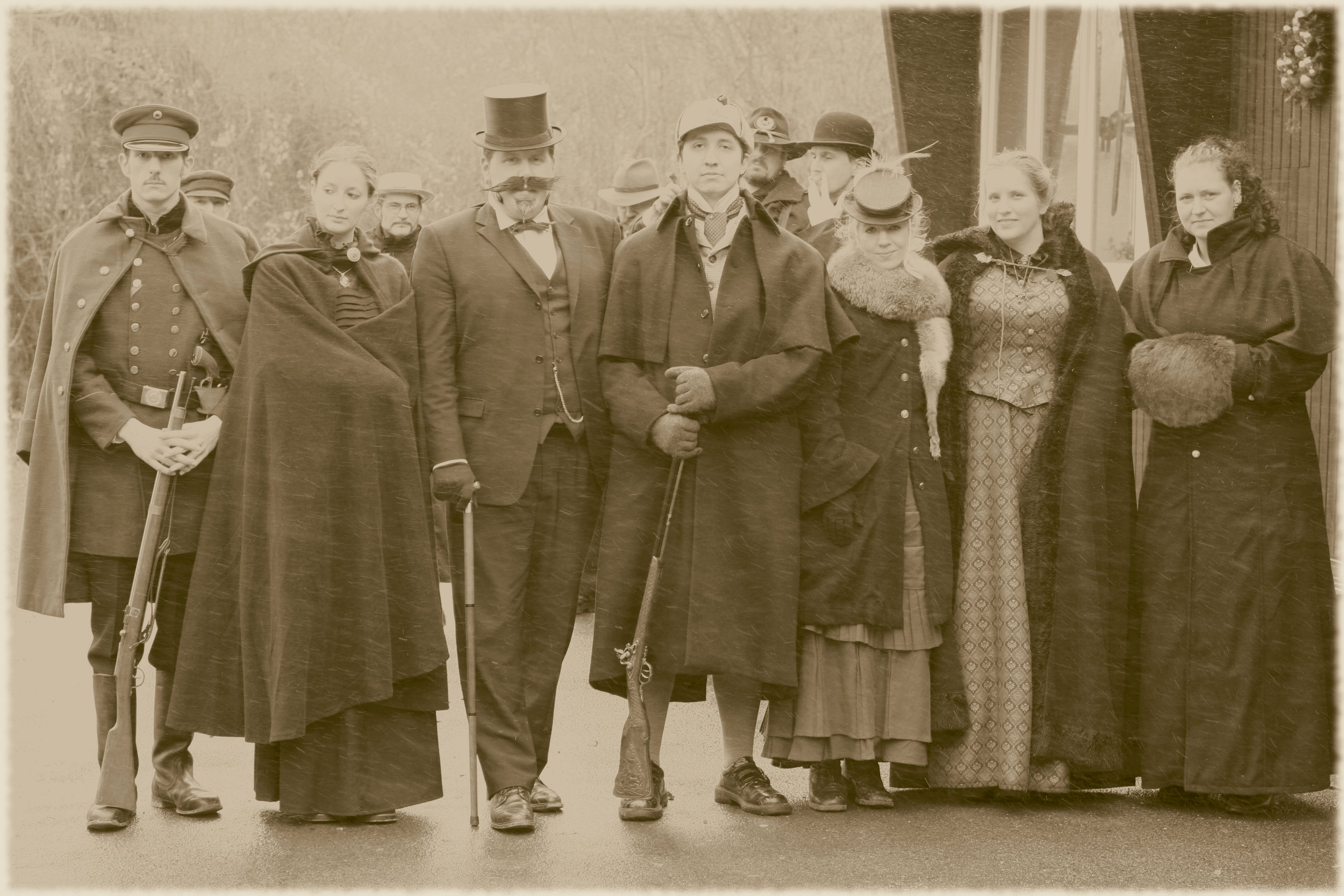
Joueurs costumés pour un jeu théâtral dans un univers victorien (2006).

Les univers de fiction des grandeur nature de style théâtral sont très variés : époques historiques, contemporain, fantastique, science-fiction. Les parties de ce style de grandeur nature ne durent typiquement que quelques heures, mais la suite du scénario peut être reprise ultérieurement dans des parties successives. Ces grandeur nature peuvent rassembler de moins d'une dizaine de joueurs à plusieurs centaines de joueurs, comme lors des parties jouées durant les Festivals de jeux. Ces grandeur nature sont souvent joués à l'intérieur de bâtiments privés.

#### Murder party
Une murder party (aussi dénommée soirée enquête, huis clos) est un type de grandeur nature de style théâtral, basé sur un scénario d'enquête criminelle, parfois comparé à un « Cluedo grandeur nature ». Dans ce type de grandeur nature, les énigmes sont l'élément principal du scénario, leur résolution ou révélation marquant la fin de la partie. Ce type de jeu est généralement joué en quelques heures (le temps d'une soirée) avec des rôles créés par les organisateurs. La mise en scène ne comporte en général pas de combat.
Si la première référence littéraire à une murder party serait Murder Party, ou Celle qui n'était pas invitée (1931) d'Henri Bordeaux, on estime souvent que la promotion au grand public de l'activité a démarré avec Agatha Christie dans « Un meurtre sera commis le... » publié en 1950[réf. nécessaire].

### Style de bataille

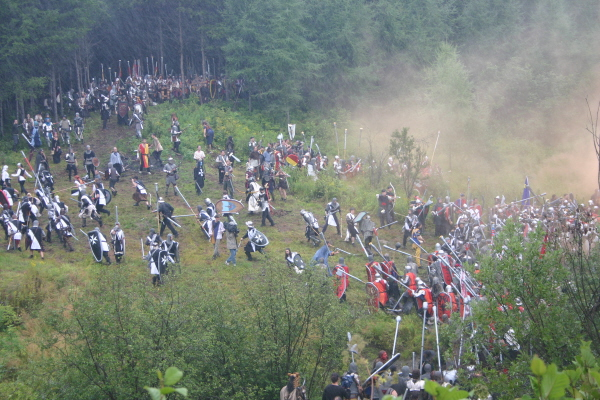
La Grande Bataille 2005 du Duché de Bicolline rassemble des milliers de joueurs dans un univers médiéval-fantastique.

Dans les grandeur nature de style « de bataille » ou « combat » ou « action », les combats sont l'aspect fondamental du jeu (intérêt des joueurs, scénario),. Les combats sont toujours simulés avec des armes factices (arme en mousse, airsoft gun), en faisant appel à l'adresse physique du joueur. Selon le nombre de participants, le scénario favorise les duels individuels, les petites escarmouches ou les grandes batailles.
Historiquement, les GN de bataille ont toujours été basés sur le genre médiéval-fantastique, propice aux simulations de combat à l'arme blanche (épée). Les parties sont généralement organisés en plein air, souvent dans des espaces naturels tels que forêt, pré et cour de châteaux médiévaux. Certains grands événements de ce type rassemblent des milliers de participants, qui sont habituellement divisés en factions rivales installées séparément autour d'un large terrain.
« Plongez sept jours au cœur de l'univers fantastique de La Bataille de Bicolline »
« C'est au combat que l'on reconnait les plus valeureux — Les Campagnes du Duché »
— Bandeaux d'annonce des principaux évènements 2012 du Duché de Bicolline.
Il y a relativement peu d'évènement de très grande envergure dans le monde ; néanmoins par leur taille, ils ont une influence significative sur la culture et la conception de grandeur nature locaux. Parmi les évènements les plus influents figurent notamment Drachenfest et ConQuest Mythodea (Allemagne) avec plus de 5 000 participants, The Gathering (Royaume-Uni) avec plus de 4 000 participants, Bicolline (Québec) avec plus de 3 000 participants, Avatar (Belgique), Kandorya (France) avec plus de 1 500 participants, puis des évènements tels que Maelstrom et Renewal (Royaume-Uni).

#### Évolution de la pratique

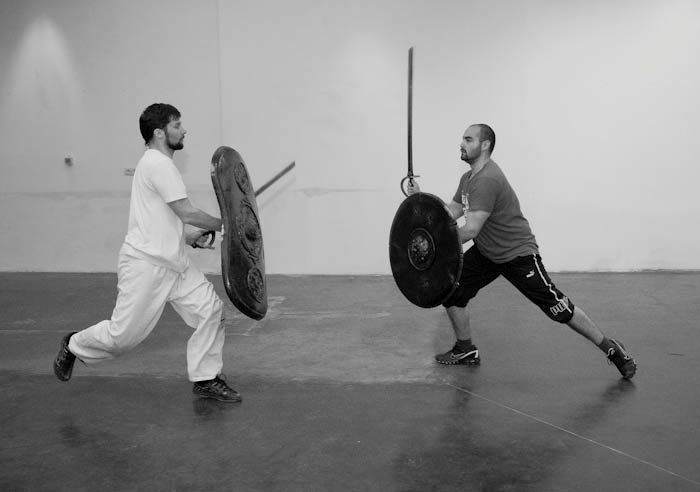
Duel d'escrime ludique - Riddle of Steel 2011

Les batailles et le combat en GN en général était l'un des principaux attraits de cette activité pour une partie significative des participants.
Au vu des aspects ludiques et peu couteux de la pratique du combat GN, divers groupes de rôlistes se sont mis à s'entrainer en vue d'améliorer leurs performances tant sur les champs de batailles qu'en duels.
Cette forme d'escrime nouvellement créée est peu à peu devenue une activité propre, pratiquée à la fois par des rôlistes dans le but d'améliorer leurs performances sportives et/ou le rendu visuel lors des combats, mais est également pratiquée par des personnes étrangers au milieu du jeu de rôles grandeur nature.
Évoluant en fonction du matériel de combat et de la pratique, notamment par l'encadrement de Maîtres d'Armes d'escrime sportive, ces entrainements ont donné naissance à ce que l'on nomme l'Escrime ludique.

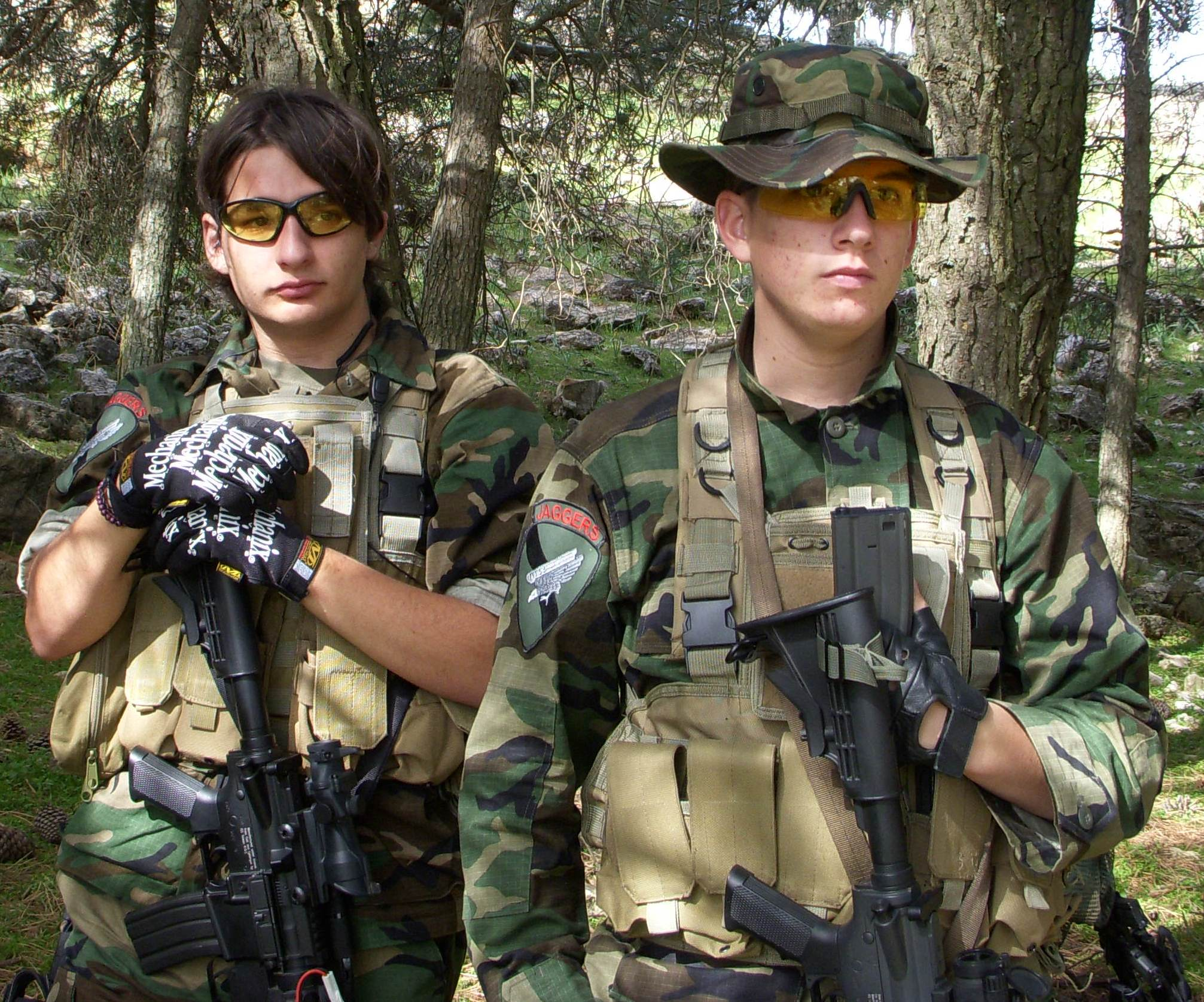
Pratiquants d'airsoft costumés en soldats contemporains.

Il existe aussi quelques grandeur nature basés sur le combat dans d'autres genres. Notamment les univers contemporains, cyberpunk ou post-apocalyptiques propices aux combats avec des répliques d'armes à feu (pistolet à billes, à projectiles en mousse, à rayon infrarouge).
Le jeu des assassins ou killer est généralement assimilé au jeu de rôle grandeur nature. Ce jeu est basé sur la simulation d'assassinat avec des armes factices ou des jouets.
« Sous la supervision d'un maître du jeu, les joueurs tentent de marquer des « tués » avec des fusils à fléchettes, « grenades » à confettis, pièges à ballon et dizaines d'autres dispositifs ingénieux. Les survivants gagnent. »
— Steve Jackson, Killer : the game of assassination

### Style nordique

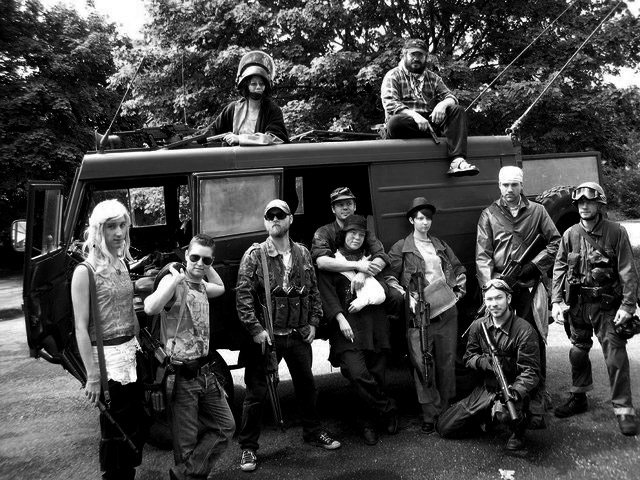
Joueurs de Solnedgång, grandeur nature suédois de survie dans un univers post-nucléaire, 2007. Les joueurs devaient gérer la difficulté à trouver nourriture et sommeil.

Le GN nordique (Nordic larp) est un style de grandeur nature basé sur des pratiques expérimentales ou radicales (en opposition aux pratiques anglo-saxonnes et aux styles inspirés par le jeu de rôle sur table) et le souci d'une reconnaissance du grandeur nature comme une forme d'art.
Ces grandeur nature se focalisent sur des thèmes politiques et sociaux (utopies, actions humanitaires, manifestations publiques), des expériences physiques ou psychologiques brutales pour les joueurs (enfermement, privation, violence modérée, vie communautaire), des aspects immersifs très poussés (jeu permanent, interaction avec un public non-joueurs et non averti, jeu urbain), des outils technologiques innovants, des exigences sur la qualité de l'interprétation théâtrale (cours et ateliers préparatoires), des systèmes narratifs originaux...
« 8. Aucun objet ne devrait être utilisé pour représenter un autre objet (toutes les choses doivent être ce qu'elles semblent). »
« 9. Les mécanismes de jeu sont interdits. (Les règles pour simuler, par exemple, l'utilisation de la violence ou de pouvoirs surnaturels ne sont pas permises). »
— Extrait de Dogma 99, 1999
Cette approche nordique est médiatisée principalement par les conférences et publications annuelles Knutepunkt (à partir de 1997) et elle a une forte influence sur la reconnaissance institutionnelle dans les pays scandinaves et sur les pratiques du jeu en Scandinavie et en Europe de l'Est. Parmi les réalisations du GN nordique les plus notables : les manifestes Dogme 99 et Turku (2003), le minimalisme du style Jeepform, et les évènements tels que Kapo, un jeu de survie en camp de concentration, Prosopopeia et Momentum (2006) pour un jeu pervasif utilisant les nouvelles technologies.
« Dans Kapo vous pouvez vous attendre à être agressé émotionnellement et physiquement. Il n'y aura pas beaucoup de temps de sommeil, la nourriture sera rare, l'éclairage et l'environnement sonore du camp pourrait également vous affecter. Lors des interrogatoires, vous pouvez vous attendre à subir des pressions psychologiques et physiques, bien sûr sans qu'elles ne dépassent vos propres limites. Le jeu lui-même est à propos de la perte de votre propre identité et humanité et pourrait avoir de lourdes conséquences émotionnelles. »
— Avertissement pour les candidats joueurs de Kapo (traduction)

#### Jeepform
Le freeform ou « forme libre » désigne une forme particulière de grandeur nature, très orienté vers l'improvisation théâtrale (mais sans public), avec peu de règles (ou pas du tout). Typiquement, une partie freeform est de courte durée et rassemble peu de joueurs.
Le jeepform (nommé d'après le groupe scandinave Vi åker jeep) est un style particulier de jeu libre, très narrativiste. Les parties jeepform sont souvent destinées à un nombre réduit de joueurs et basées généralement sur un thème dramatique (douloureux, polémique), sans costumes ni décors, avec l'usage fréquent de techniques théâtrales avancées (mécanismes symboliques, monologue, voix intérieure, flash-back, jeu assis-debout...).
« 15. Les accessoires réels et les lieux bien préparés sont généralement de mauvaises choses, parce qu'ils deviennent des obstacles à l'immersion (« Que suis-je autorisé à faire avec cet accessoire ? ») ou empêche le jeu de se déplacer au-delà du lieu préparé (ce qui est parfois souhaitable). »
— The Jeepform Piece of the Cake

### Ludisme, narrativisme, immersionnisme

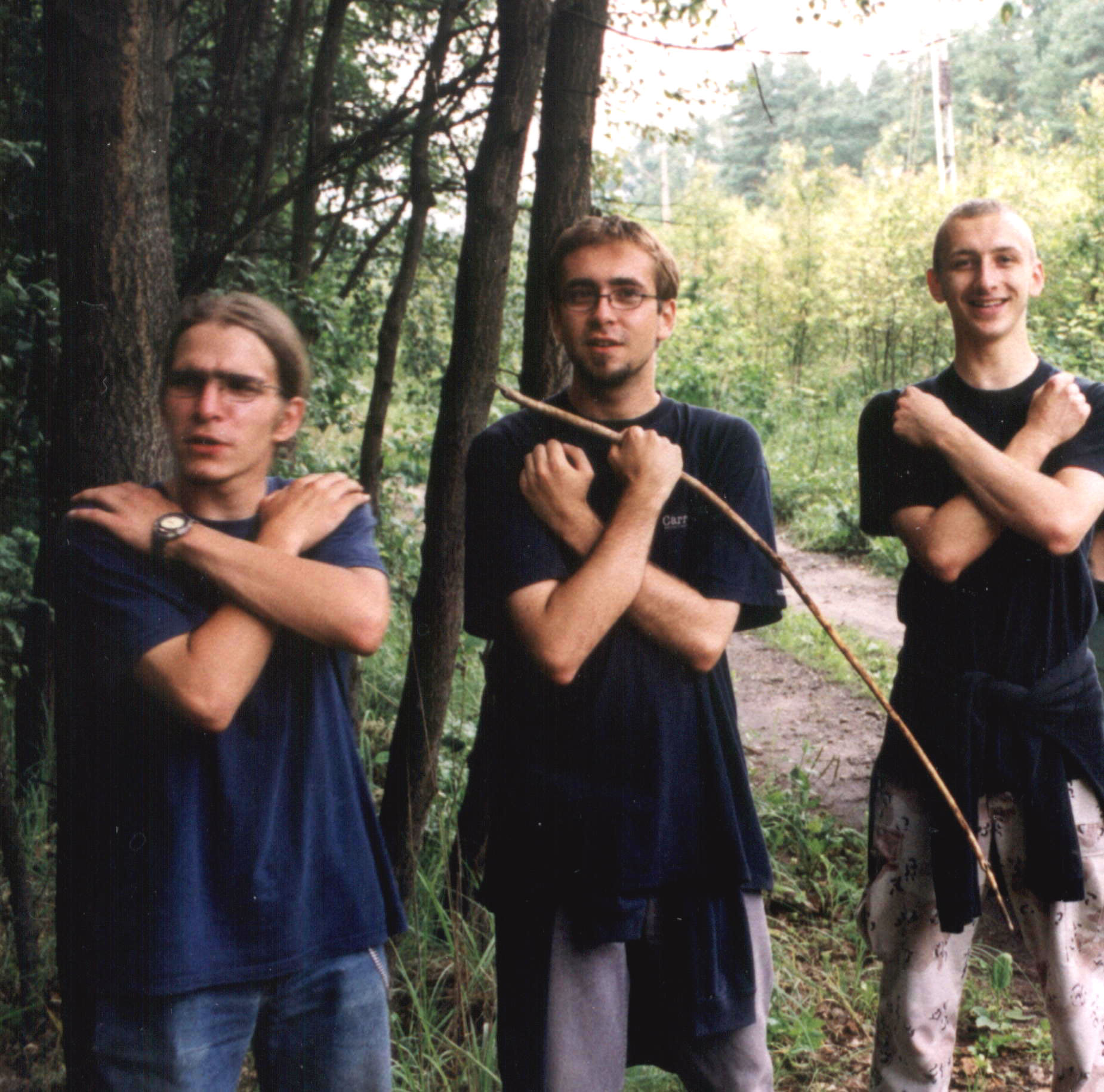
Dans ce jeu, la posture bras croisés symbolise l'invisibilité du personnage. Cet élément est un mécanisme de jeu (ludisme) qui contrarie l'immersion des autres joueurs.

Les jeux de rôle (règles, scénario, organisation, joueurs) sont souvent évalués, analysés et distingués d'après différents concepts, initiés notamment par la théorie LNS (1998) de Ron Edwards puis plus spécifiquement pour le grandeur nature avec le Three-Way Model (2002) de Petter Bøckman. Ces concepts ou catégories sont plus ou moins confrontés les uns aux autres, et chacun d'eux est apprécié différemment selon les interlocuteurs et leur vision du grandeur nature idéal.
- Le ludisme (anglais: Gamism) est le style ou aspect qui privilégie le système de jeu et la résolution des intrigues (plot), et par conséquent la compétition entre joueurs avec la recherche individuelle d'avantages et de victoire[47]. Le ludisme est notamment l'aspect rattaché aux GNs inspirés par les univers ou règles des jeux de rôle sur table.
- Le narrativisme ou la « théâtralité » (anglais : Narrativism) privilégie l'élaboration d'un récit global, d'une scénographie ou d'un spectacle général. Pour le joueur, cela revient à considérer les actions de son personnage (meta playing) comme des moyens pour améliorer l'expérience commune et satisfaire ainsi le plaisir des autres joueurs (jeu coopératif)[47].
- L'immersionnisme privilégie l'immersion dans la réalité fictive : pour le joueur en se focalisant sur le ressenti (émotions, gestes du quotidien) et la psychologie du personnage (même au détriment de la survie du personnage, de la résolution des intrigues ou du récit global) ; pour l'organisateur en éliminant tous les éléments qui gêneraient l'immersion du joueur (hors-jeu, représentation symbolisée, incohérences)[47]. À l'immersion est parfois rattachée la notion de bleed, c'est-à-dire l'influence des émotions et pensées du personnage sur celles du joueur (et inversement)[47].

## Importance culturelle

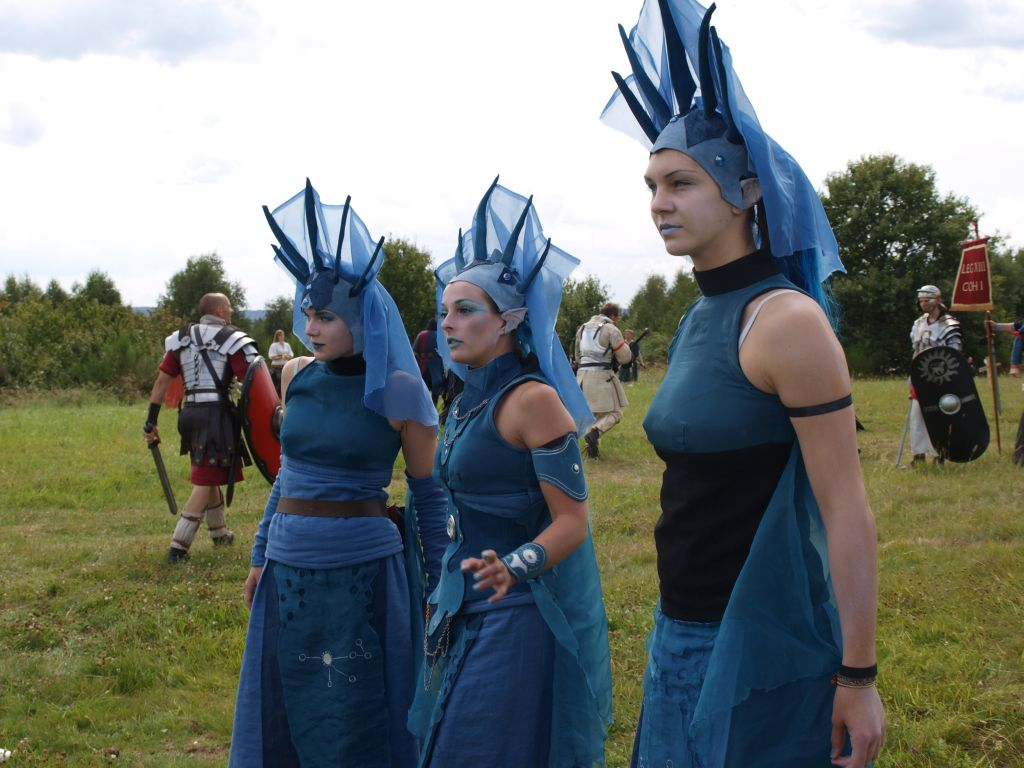
Personnages féminins de Epic Empire.
La participation féminine est largement minoritaire dans le GN médiéval-fantastique basé sur le combat.

Les jeux de rôle ludiques peuvent être considérés comme faisant partie d'un mouvement culturel occidental vers les arts participatifs, par oppositions aux arts traditionnels de spectateurs. Les participants à un grandeur nature n'ont pas les rôles d'observateurs passifs, et interprètent souvent des rôles différents de ceux de leur vie quotidienne et de leur propre culture. Les organisateurs d'un grandeur nature ainsi que tous les autres participants participent en tant que cocréateur de la partie. Ce processus de collaboration pour la création de mondes de fiction partagés peut être associé à l'essor de la culture geek dans les sociétés développées, qui est à son tour est associée à une éducation prolongée, une utilisation élevée des technologies de l'information et un temps de loisirs augmenté. En comparaison avec les productions grand public de l'industrie du jeu vidéo, qui sont très commerciales et destinées principalement au marché des joueurs hardcore attachés à « une sensibilité adolescente mâle », le profil des joueurs de grandeur nature est moins restreint et les femmes contribuent activement comme organisatrices ou participantes.
Le grandeur nature est méconnu dans la plupart des pays et il est parfois confondu avec d'autres activités de jeu de rôle, de reconstitution, de théâtre ou de costume. Bien que la culture de fan ou de gamer soit devenue en général de plus en plus grand-public dans les pays développés, le grandeur nature a rarement atteint le même degré d'acceptabilité culturelle. Cela peut être dû à l'intolérance pour une activité ressemblant aux jeux d'enfants, un risque perçu d'une sur-identification avec les personnages et l'absence de marketing de masse. Dans des films américains récents, tels que les documentaires Darkon (2006), Monster Camp (2007) ou la comédie Les Grands Frères (2008), le grandeur nature médiéval-fantastique est dépeint comme une sorte d'exutoire ridicule. Dans les pays nordiques, le grandeur nature a atteint un haut niveau de reconnaissance publique et de popularité. Il y est souvent présenté sous un jour positif dans les médias traditionnels, avec une emphase sur ses aspects créatifs et théâtraux. Toutefois, même en Norvège, où le grandeur nature a une plus grande reconnaissance que dans la plupart des autres pays, il n'a pas encore atteint la pleine reconnaissance comme une activité culturelle par des organismes gouvernementaux.
Des communautés se sont formées autour de la création, du jeu et du débat sur le grandeur nature. Ces groupes ont développé une sous-culture qui croise les sous-cultures des jeux de rôle sur table, des fans, des reconstitutions, du théâtre. La sous-culture originelle du grandeur nature était centrée sur la fantasy et l'univers littéraire de Tolkien, mais plus tard elle s'est élargie pour inclure l'appréciation d'autres genres, en particulier le genre de l'horreur avec l'adoption rapide de l'univers du Monde des Ténèbres au début des années 1990. Comme de nombreuses sous-cultures, les groupes de grandeur nature ont souvent un cadre commun d'expérience partagée, de langage, d'humour, ou de style vestimentaire qui peut être considéré par certains comme un mode de vie.
Le grandeur nature a fait l'objet de recherche universitaire et de théories. Une grande partie de cette recherche provient de pratiquants, en particulier dans les publications des conventions Knutepunkt des pays nordiques. De même, la communauté universitaire a récemment commencé à étudier le grandeur nature, à la fois pour le comparer à d'autres médias ou types de jeux interactifs (MMO, jeu mobile), et aussi pour l'évaluer dans ses propres mécanismes,.

## Écriture et organisation

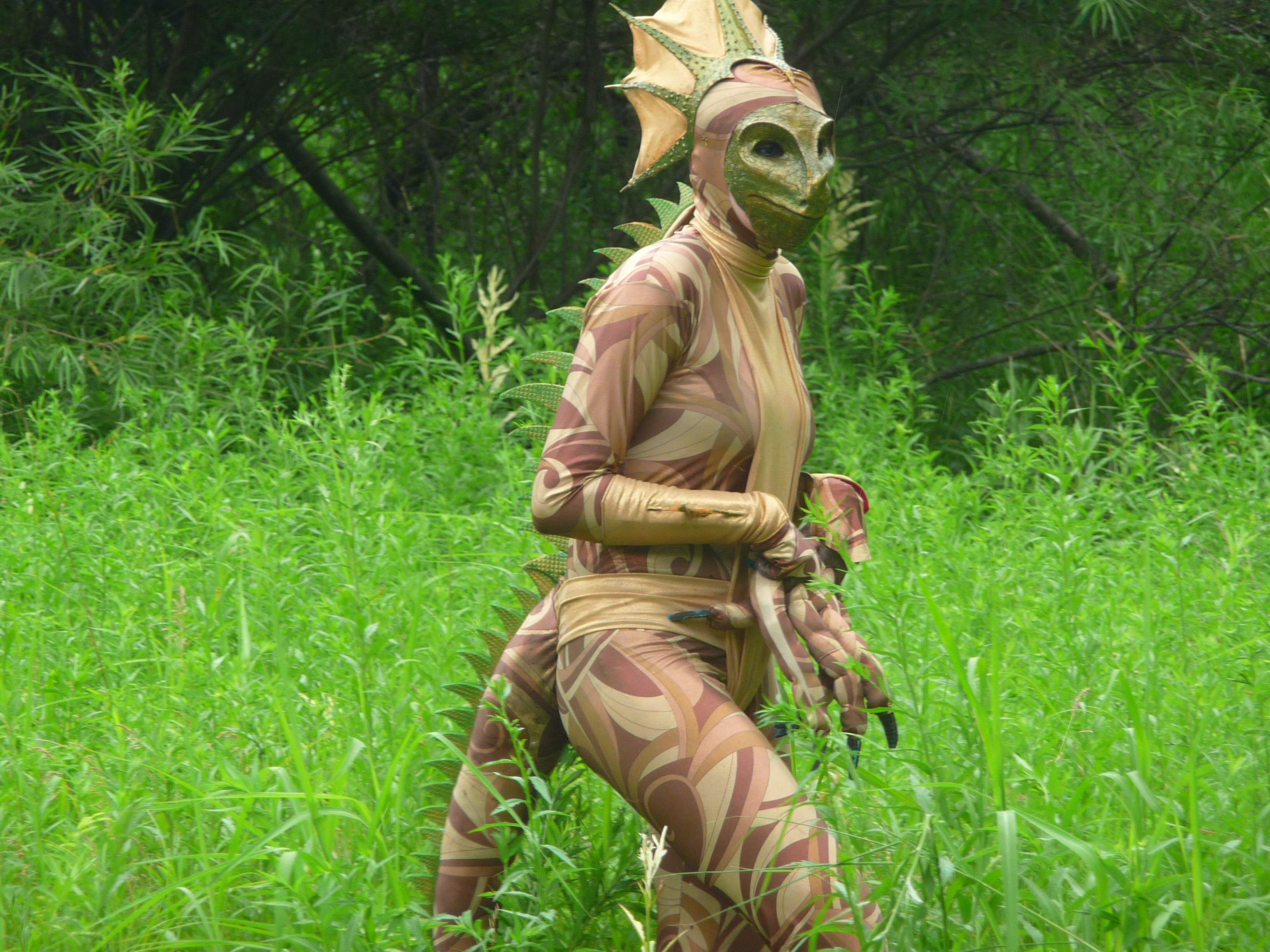
Le monstre, interprété par un PNJ (personnage non joueur), est un élément scénaristique classique des GN de bataille médiéval-fantastique.

La description du cadre fictif du jeu, la définition des règles, l'élaboration du scénario et des personnages (histoire, fiches) sont les principaux éléments créatifs des auteurs de grandeur nature. Ces auteurs ne sont pas forcément les organisateurs des parties, les scénarios, règles et descriptions d'univers pouvant être seulement publiés. Les méthodes d'écriture sont très différentes de celles de romans ou jeux sur table, en raison de l'imprévisibilité et l'autonomie des personnages dans leurs interactions et actions. Les éléments déterminants sont notamment le type de GN (social, action), le thème ou genre d'univers fictif, la personnalisation des personnages, le nombre de personnages joueur (PJ), les lieux disponibles, le nombre de personnages non-joueur (PNJ),.
Contrairement au scénario cinématographique, le scénario de grandeur nature fixe, sauf exception, seulement des enjeux, l'univers de fiction et quelques éléments clés (intrigues) ; c'est seulement un « point de départ » à la partie, dont le récit sera réalisé par les joueurs selon leurs interprétations et leurs perceptions divergentes de l'univers fictif.
La majorité des grandeur nature sont organisés par des amateurs, souvent rassemblés en clubs ou associations de joueurs. Dans ces associations, en plus d'une éventuelle cotisation annuelle, une participation financière (entre 50 et 100 euros pour un weekend) est généralement exigée des joueurs, lorsqu'ils participent à des évènements, afin de couvrir les dépenses. Quelques rares grandeur nature, notamment les évènements de grande ampleur sont organisés par des professionnels. Les prestations de grandeur nature « clé en main » à destination des entreprises ou particuliers sont généralement organisées par des professionnels,.
Dans le budget d'un grandeur nature, les dépenses sont principalement liées à la nourriture (repas des joueurs), la location éventuelle des lieux, les assurances, les frais de communication, l'achat et le transport des accessoires, matériels et costumes. Les recettes sont liées principalement à la participation financière des joueurs et aux éventuelles subventions publiques et privées. La logistique représente un aspect très important de l'organisation : gestion des inscriptions, préparation des lieux (sécurisation, sanitaires), construction et mise en place des décors et costumes (PNJ), organisation du couchage, préparation des repas,. À titre d'exemple, l'évènement médiéval-fantastique Dragonbane (Suède, 2006), d'une durée de 6 jours, impliqua environ 500 personnes dont 325 joueurs, avec un budget de 500 000 euros et une participation de 145 euros par joueur.
Le déroulement d'une partie est géré par les organisateurs, dont certains se distinguent par des fonctions spécifiques :
- les arbitres sont responsables du respect des règles de jeu (dont les consignes de sécurité).
- les personnages non-joueurs (PNJ) ont des fonctions d'animation durant la partie : ils interprètent des personnages ou des créatures (monstres) nécessaires au scénario, au divertissement des joueurs ou bien ils sont utilisés comme moyen de contrôle du récit (dirigisme) par les organisateurs.

La communication avec les joueurs est souvent réalisée par Internet (site, forum), notamment entre les évènements afin de maintenir leur intérêt et le sens d'une communauté.
Quelques conférences annuelles ou sites web sont consacrés spécifiquement à l'écriture et organisation de GN : par exemple les rencontres Knutepunkt (Scandinavie) et les GNiales (France).

## Activité par pays
L'activité de loisir du grandeur nature s'est répandue depuis les années 1980 à une multitude de pays, en prenant généralement modèle sur la pratique anglo-saxonne (USA, Royaume-Uni). Des pratiques se sont néanmoins distinguées nettement de ce modèle anglophone, notamment les pratiques des pays scandinaves et des anciens pays soviétiques.

### Pays anglo-saxons

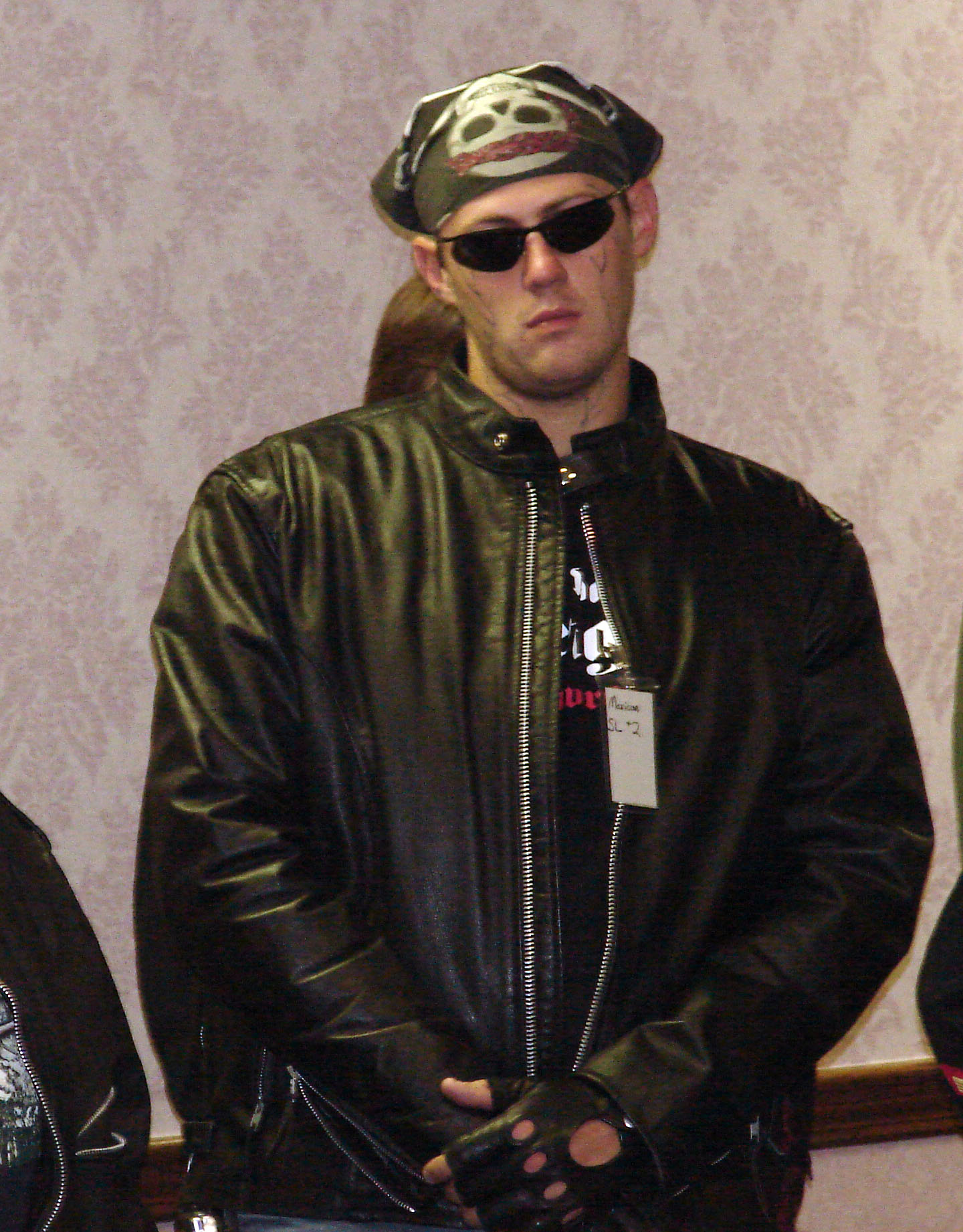
Le vampire Patrick de Cincinati, personnage du Monde des Ténèbres, lors d'une rencontre nationale de la Camarilla en 2006.

Les États-Unis et le Royaume-Uni sont les initiateurs des premières pratiques historiques du grandeur nature (au sens moderne) : les murder party et les grands rassemblements médiéval-fantastiques. À la suite des premiers évènements, le grandeur nature anglo-saxon a toujours été fortement influencé par les univers et règles des jeux de l'industrie de jeu de rôle (sur table). Ces productions étant elles-mêmes inspirées par les œuvres littéraires ou cinématographiques de la culture anglo-saxonne (fantasy, science-fiction).
Dès les années 1980, le grandeur nature américain s'inscrit dans la continuité (univers et règles) du jeu Donjons et Dragons de la société TSR. Néanmoins le grandeur nature n'est pas représenté à la grande convention Gen Con avant 1993 ; les organisateurs de cette convention souhaitant éviter auprès du grand public la confusion entre le jeu sur table et l'activité en grandeur nature. Avant Internet, il n'existait ainsi aucune structure fédérative majeure ou un quelconque lieu de débat ou de rencontre consacré au grandeur nature. La situation change en 1993, quand l'éditeur américain White Wolf publia Vampire : la Mascarade qui lança le système de grandeur nature (Mind's Eye Theatre) ayant eu le plus de succès commercial, et qui développera de manière importante le jeu en lieu clos et en chroniques régulières, à travers le monde.
Les organisations américaines de grandeur nature se sont toujours multipliées de manière indépendante les unes par rapport aux autres, et sans lien avec les institutions. Depuis les années 1980, les grandes organisations échoueront toujours à fédérer la majorité des joueurs et ne cesseront de se scinder et disputer. Pour exemples, les groupes Amtgard et Belegarth se séparent de Dagorhir, de même que des groupes indépendants se séparent de NERO International ou du groupe officiel du jeu Vampire The Masquerade.
Inspiré et soutenu par l'industrie américaine du jeu de rôle, la pratique anglo-saxonne a longtemps été le modèle unique et dominant du grandeur nature en Amérique du Nord et en Europe.

### Pays scandinaves

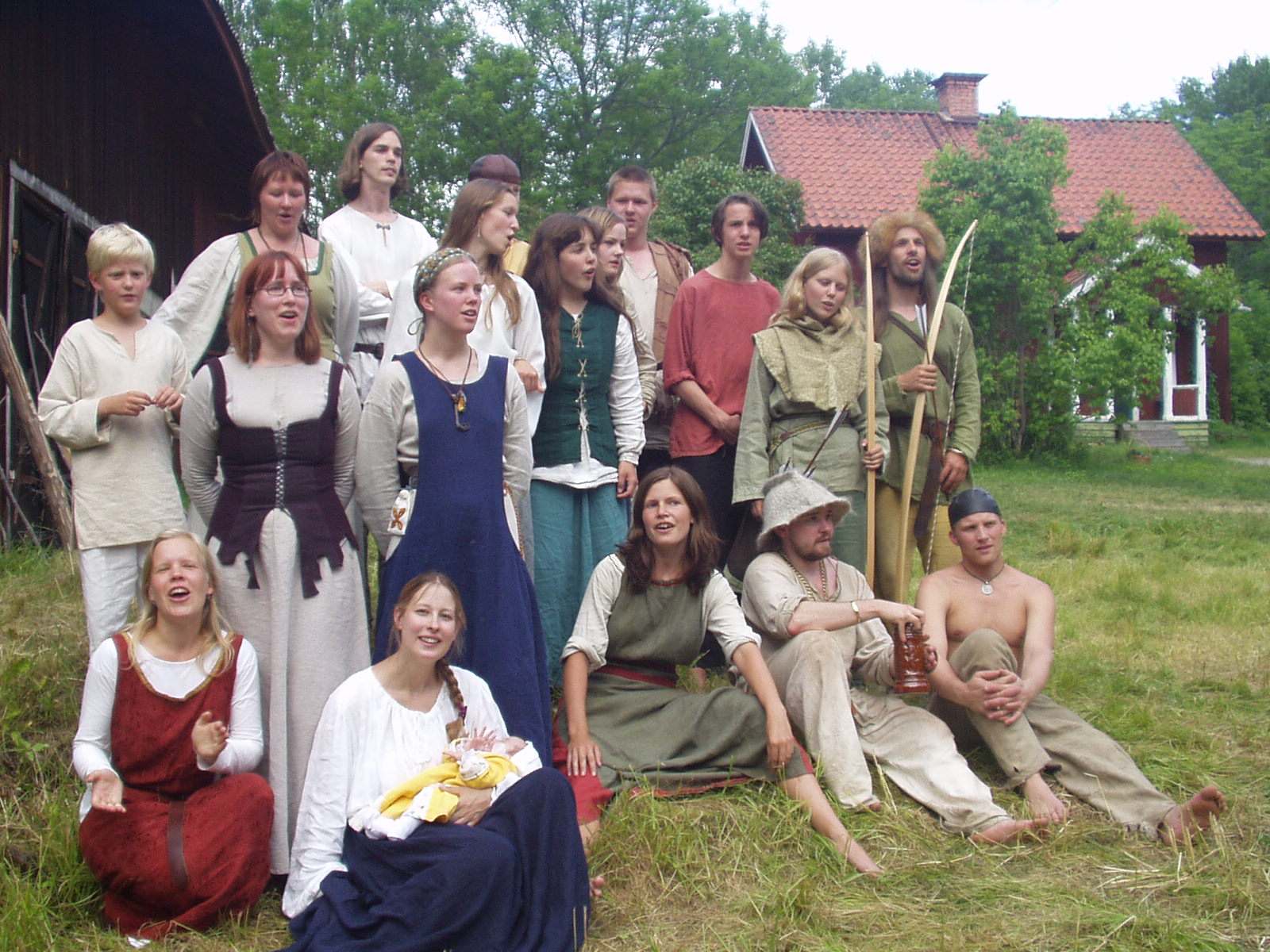
Joueurs de Musikanternas Kamp (Suède, 2006). On remarque des spécificités du GN scandinave : le soin apporté à la cohérence des costumes et accessoires, la proportion de joueuses.

Le grandeur nature a pris son essor durant les années 1980 dans les pays scandinaves (Danemark, Suède, Norvège, Finlande) en reprenant les pratiques ludiques anglo-saxonnes et les thèmes et règles des productions commerciales de jeux de rôle sur table. La majorité de ces grandeur nature était basée sur un univers médiéval-fantastique (Tolkien) ; le reste étant composé de genres historiques ou de huis-clos (Monde des Ténèbres).
Une communauté et un style de jeu spécifiquement scandinave se sont distingués à partir des années 1990. Contrairement au jeu anglo-saxon (ou allemand), la distinction entre jeu théâtral et jeu de combat n'existe pas ; ces deux éléments étant habituellement présents ensemble. Le dirigisme ou contrôle des évènements du jeu (par les auteurs du scénario, la présence des organisateurs) est globalement moins prononcé qu'en Amérique du Nord et Europe, le jeu étant plus dirigé par les joueurs eux-mêmes. Les joueurs utilisent peu les mécanismes de règles (remplacés par un système d'honneur et confiance), de plus les combats et la magie sont limités et ne sont généralement pas l'élément central du jeu.

Ce style scandinave se distingue encore par un aspect immersif très important : le soin apporté à la cohérence diégétique (saklighet) des costumes, accessoires et décors (c'est-à-dire le « réalisme » par rapport à l'univers, le rejet des éléments anachroniques ou hors-jeu) ; une interprétation continue du rôle (durant toute la durée de l'évènement). Les femmes représentent également une proportion importante des joueurs (40 % en Suède et Norvège, majoritaires en Finlande).
À la fin des années 1990 apparait le mouvement d'avant-garde dit « GN nordique » (Nordic larp), centré sur des pratiques expérimentales ou radicales (en opposition aux pratiques anglo-saxonnes et leurs dérivés commerciaux) et le souci d'une reconnaissance du grandeur nature comme une forme d'art. Cette approche est notamment développée dans les conférences annuelles Knutepunkt à partir de 1997 et dans diverses publications (universitaires ou non), et elle a une forte influence sur la reconnaissance institutionnelle dans les pays scandinaves.
Parmi les réalisations du GN nordique les plus notables : le Dogme 99, le Turku (2003), le style Jeepform, Kapo jeu de survie en camp de concentration, Prosopopeia et Momentum (2006) pour un jeu immersif (pervasif) et les technologies avancées.
Une autre réalisation particulière est la pratique du grandeur nature dans certaines écoles scandinaves. Par exemple à l'école de Østerskov Efterskole (Danemark) où a été établi un programme éducatif basé sur le jeu de rôle, tout en respectant le standard éducatif danois,.

### Russie et Europe de l'Est

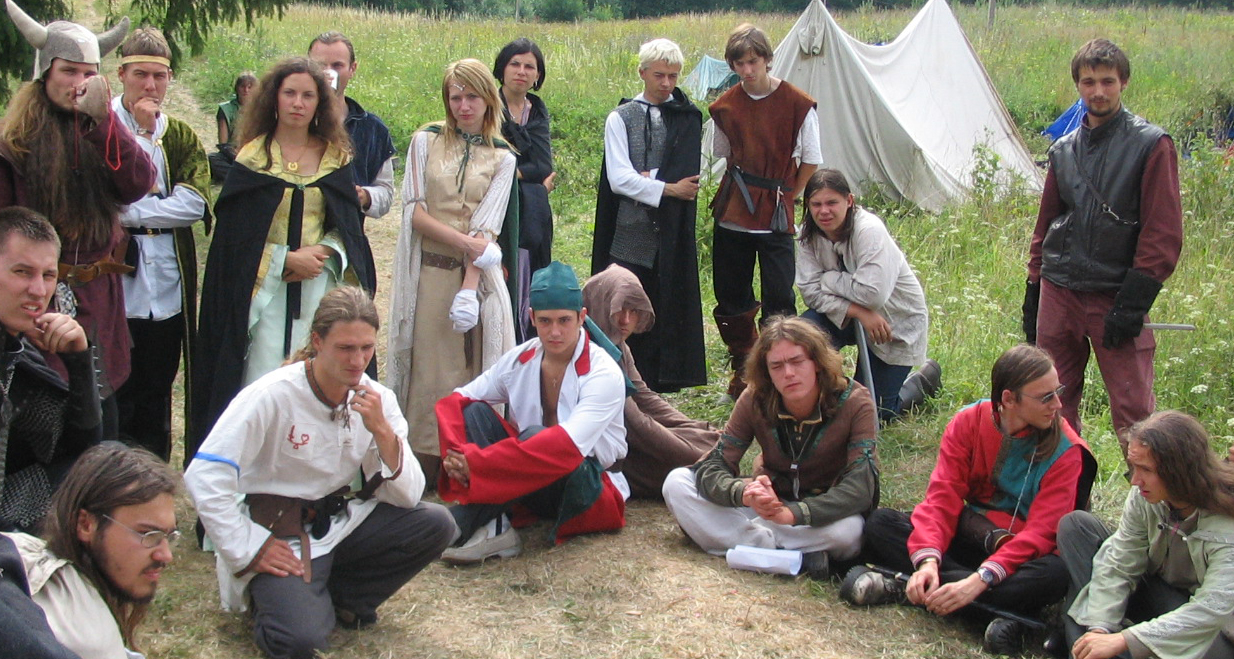
Joueurs en Lituanie.

La rencontre Hobbit Games de 1990, centrée sur l'œuvre de Tolkien, est souvent considérée comme le premier véritable jeu de rôle grandeur nature en Union soviétique (Russie). Les productions commerciales anglo-saxonnes de jeu de rôle sur table n'étaient pas connues à cette époque en Russie et furent rares dans ce pays jusqu'aux années 2000 (par exemple, AD&D est traduit en russe seulement en 2000). Le grandeur nature russe était donc essentiellement inspiré par des œuvres littéraires (clubs de fans de science-fiction) et par des pratiques pédagogiques soviétiques (mouvement communard). De même les productions commerciales de jeu de rôle eurent peu de succès les années suivantes (la gamme Vampire n'eut jamais un grand succès en Russie),.
Les grandeur nature russes des années 1990 étaient focalisés sur les combats et ressemblaient essentiellement à des guerres médiévales : les scénarios étaient simplifiés et peu de place était donnée à l'interprétation du rôle. Les armes sont dures (bois, aluminium, plastique dur) et non en latex ou mousse comme dans la majorité des grandeur nature européens ou américains. La dureté des combats a pour conséquence la rareté des joueuses.
Dans les années 1990, la Russie connaissait le genre littéraire de la science-fiction mais très peu le genre de la fantasy. Les thèmes des grandeur nature étaient donc souvent historiques (ancienne Égypte ou Chine, Europe du XVIIIe siècle) et le thème du Japon médiéval apparu à la fin des années 1990 a gardé la faveur des joueurs jusqu'à aujourd'hui. À la fin des années 1990, la reconstitution historique apparait dans le milieu du grandeur nature et devient ultérieurement une pratique distincte.
À partir de 2000, les répliques d'armes à feu airsoft gun et autres équipements peu coûteux ouvrent le grandeur nature à des thèmes guerriers contemporains ou futuristes, tels que le cyberpunk, le post-apocalyptique ou les guerres modernes, avec une mode plus récente pour le thème futuriste avec le support d'objets technologiques (téléphones portables, ordinateurs).
La majorité des grandeur nature sont organisés en plein air, la Russie offrant des grandes forêts libres d'accès (propriété de l'État) et de nombreuses étendues inhabitées (mais très peu de châteaux). À l'opposé d'autres pays, le jeu urbain n'était pas très populaire (très rares dans les grandes villes) et le jeu en lieu clos n'est pas massif et souvent considéré comme une alternative de fortune au jeu en plein air.
À l'ancienne prévalence du jeu guerrier succéda à partir de 2004 l'exploration culturelle, avec une forte proportion de grandeur nature axés sur l'interprétation rôlistique (théâtrale) dans différents contextes historiques et notamment la mode pour les thèmes du XIXe siècle et début XXe siècle, ainsi que des pratiques plus expérimentales ou artistiques inspirées par le GN nordique (notamment le thème du totalitarisme, avec par exemple Projekt Systém en République tchèque).

### Régions francophones
Les distinctions de pratique et style du GN en France, en Belgique et au Québec tiennent essentiellement du stéréotype. Selon les analyses de Bartholeyns et Bonvoisin (2008), les pratiques et l'intérêt des joueurs en France, Belgique et au Québec sont similaires. La mise en avant par les joueurs d'une prétendue spécificité locale ou nationale provient certainement d'une démarche de valorisation de la pratique.

#### France

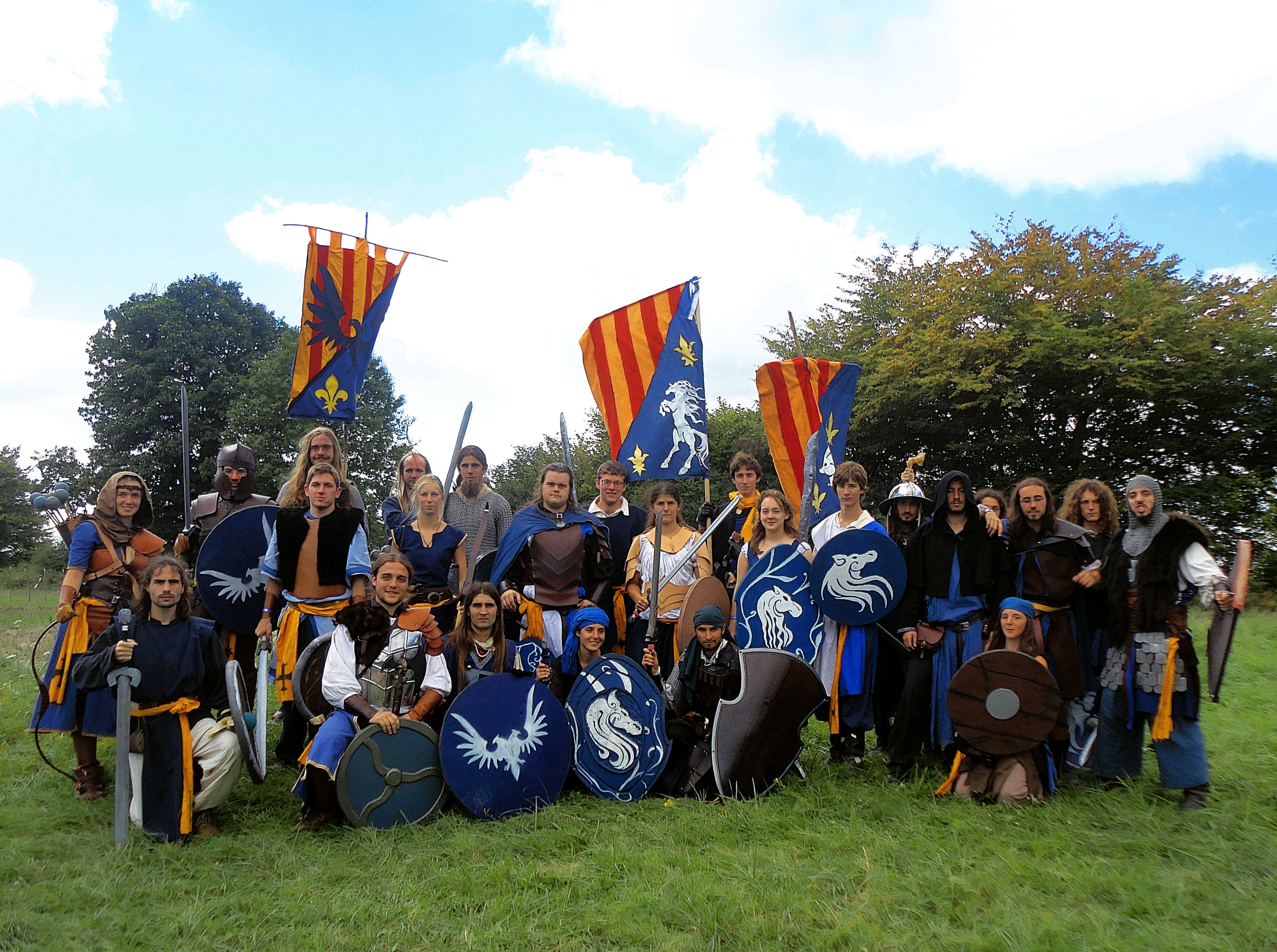
Ost des Catalans lors de l'édition 2011 de Berry Champ de Bataille.

Les premiers jeux de rôle grandeur nature en France auraient fait leur apparition vers 1984. Le terme « Grandeur nature» apparaît dans une vignette humoristique de la revue Runes en 1983. La pratique prit ultérieurement son essor, en s'inspirant notamment des pratiques anglo-saxonnes. De même la pratique en lieu clos est relativement commune (murder et les dérivés de Mind's Eye Theatre avec notamment la Fédération Camarilla française). En plus d'univers communs au grandeur nature anglo-saxon (jeux, films), certains grandeur nature français s'inspirent de jeux de rôle commerciaux français ou d'œuvres littéraires françaises ; quelques scénarios de huis clos destinés au grand public ont également été publiés (Soirée enquête, 1996).
À la suite de campagnes médiatiques opposées au grandeur nature, la Fédération française des jeux de rôles grandeur nature (ou FédéGN) est créée en 1996, afin de servir d'interlocuteur auprès des institutions et du grand public (reconnaissance, subventions) et de fédérer les groupes locaux (communication, information juridique, assurances). Organisé essentiellement à travers des associations 1901, l'activité se professionnalise peu.
La Fédération estimait à 40 000 le nombre de joueurs en 2007[réf. nécessaire]. D'après une enquête de 2007, l'âge moyen des participants était de 27 ans, avec une joueuse pour 6 participants. Environ 30 % des joueurs pratiquaient le GN depuis plus de 10 ans.
Les plus grosses manifestations en France étaient La Faille organisée par Anachrone, avec près de 800 participants sur plusieurs jours et l'évènement Kandorya (2011) avec environ 1 300 personnes.

#### Belgique
La plupart des associations sont regroupées au sein de la Fédération belge du jeu de rôles grandeur nature (créée en 2000 sous le nom AVATAR asbl) qui propose des services (promotion, assurance) et organise l'événement AVATAR. Selon cette fédération, environ 50 associations organisent des GNs et les joueurs en Belgique sont estimés à plus 2500 chaque année. Selon une enquête de 2007, l'âge moyen des participants belges était de 30 ans et les joueuses représentaient environ 20 %. Environ 40 % des joueurs pratiquaient le GN depuis plus de 10 ans.
L'événement belge le plus répandu est certainement AVATAR, créé en 2001, un GN de masse en plein air sur quatre jours de jeu, dans un univers médiéval-fantastique, qui compte parmi les plus gros événements grandeur nature d'Europe. AVATAR rassemble environ 1 500 participants venus notamment de Belgique, France et Suisse. Il existe aussi en Belgique des événements dits « para-GN » : initiation pour enfants, cours d'escrime ludique, foire médiévale-fantastique, banquet...

#### Suisse Romande
Le grandeur nature en Suisse Romande est organisé par une vingtaine d'associations réparties dans les divers cantons romands de Suisse. Ces associations se réunissent deux fois par an pour se connaître, partager leurs connaissances et mettre en commun leurs agendas de grandeur nature. Un calendrier commun en ligne des GNs et des autres événements liés au GN est tenu à jour à la suite de chaque réunion.
Le GN de Suisse-romande faisant jouer le plus grand nombre de participants est Sherlock Holmes Live, dont l'opus de mai 2016 a mis plus de 1 023 personnes dans le rôle d'enquêteurs à travers la ville de Genève au XIXe siècle.
Une convention de grandeur nature proposant des conférences, ateliers et projections a lieu une fois par année depuis 2012. Il s'agit de « GN'idée », organisé durant la convention de Jeu de rôle « Orc'idée ».

#### Québec
Le grandeur nature serait pratiqué au Québec par plus de 150 groupes, les joueuses représenteraient entre 20 % et 30 % des participants. La moyenne d'âge était d'environ 20 ans en 2007.
Un groupe connu est le Duché de Bicolline (depuis 1996), avec ses décors et constructions permanents dans un univers médiéval-fantastique. Le terrain compte plus de 190 bâtiments permanents, et l'évènement La Grande bataille qui rassemblerait plus de 3000 participants chaque année,,. L'évènement médiéval-fantastique Les Terres de Bélénos attirerait entre 500 et 700 joueurs par activité , à raison de quatre à cinq fois par année. Il y a aussi le grandeur nature d'Arkadia qui a lieu sur le terrain de Terra Corvus, à raison de cinq événements par année

## Bibliographie

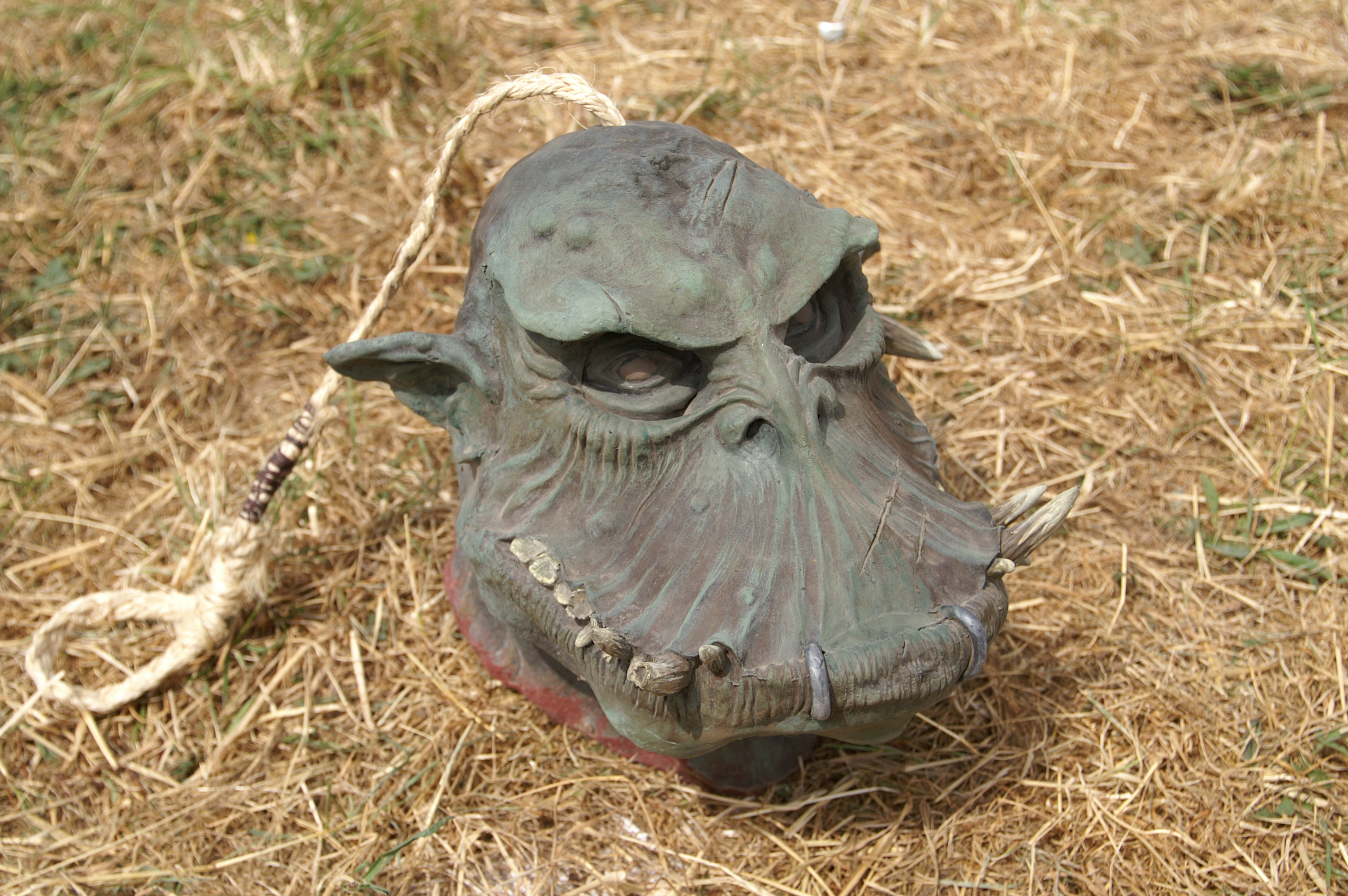
Tête de troll, utilisée comme ballon, pour le trollball, une activité entre sport collectif et grandeur nature.

### Sources en anglais
- L'ensemble des revues publiées (en anglais) à la suite des Knutepunkt (liste) et notamment :
  -  (en) Morten Gade, Line Thorup & Mikkel Sander (eds.): As Larp Grows Up. Knudepunkt 2003.  (ISBN 87-989377-0-7). Consulter en ligne
  -  (en) Petter Bøckman & Ragnhild Hutchison (eds.): Dissecting Larp. Knutepunkt 2005. Consulter en ligne
  -  (en) Lars Konzack, « Larp experience design », Knudepunkt 2007. Consulter en ligne
- (en) Jennica Falk et Glorianna Davenport, Live Role-Playing Games : Implications for Pervasive Gaming, vol. 3166, Berlin, Heidelberg, Lecture Notes in Computer Science, 2004 (ISBN 978-3-540-28643-1, lire en ligne), p. 127-138
- (en) Tychsen, Anders; Hitchens, Michael; Brolund, Thea; Kavakli, Manolya (July 2006). « Live Action Role-Playing Games: Control, Communication, Storytelling, and MMORPG Similarities », Games and Culture, Sage Publications, 1 (3), p. 252–275. DOI 10.1177/1555412006290445 lire en ligne

### Articles en français
- (fr) Gil Bartholeyns, Daniel Bonvoisin (2011), « La création ludique est-elle soluble dans le patrimoine ? Culture et communauté du jeu de rôles grandeur nature », in C. Bortolotto, Le Patrimoine culturel immatériel. Enjeux d'une nouvelle catégorie, Paris, Éditions de la Maison des sciences de l'homme : 187-210
- (fr) Gil Bartholeyns, Daniel Bonvoisin, « Le Moyen Âge sinon rien. Statut et usage du passé dans le jeu de rôles grandeur nature », 2007 (consulté le 17 juillet 2009). Version abrégée dans  dir. E. Burle-Errecade, V. Naudet, Fantasmagories du Moyen Âge, Presses Universitaires de Provence : 47-57, 2010.Le Moyen Âge est un jeu, L'Histoire, 359: 28-29.
- (fr) Sébastien Kapp, « Jeux de rôles pour enfants : une nouvelle forme de fiction ludique », dans Strenæ, 2-2011, Consulter en ligne